# Força Aérea dos Estados Unidos
A Força Aérea dos Estados Unidos (em inglês: United States Air Force) é o ramo de serviço aéreo das Forças Armadas dos Estados Unidos e é um dos oito serviços uniformizados dos Estados Unidos. Originalmente foi criado em 1 de agosto de 1907 como parte do United States Army Signal Corps, a USAF foi estabelecida como um ramo separado das Forças Armadas dos Estados Unidos em 1947 com a promulgação da National Security Act of 1947. É o segundo ramo mais jovem das Forças Armadas americana, atrás apenas da Força Espacial dos Estados Unidos, e o quarto em ordem de precedência. A Força Aérea dos Estados Unidos articula as suas missões principais como supremacia aérea, global integrated intelligence, vigilância e reconhecimento, rapid global mobility, global strike e comando e controle.
A Força Aérea é um ramo do serviço militar organizado dentro do Departamento da Força Aérea, um dos três departamentos militares do Departamento de Defesa. A Força Aérea, através do Departamento da Força Aérea, é chefiada pelo Secretário da Força Aérea dos Estados Unidos, que se reporta ao Secretário de Defesa dos Estados Unidos e é nomeado pelo Presidente dos Estados Unidos com confirmação do Senado dos Estados Unidos. O oficial militar de mais alta patente da Força Aérea é o Chefe do Estado-Maior da Força Aérea, que exerce supervisão sobre as unidades da Força Aérea e atua como um dos Chefes do Estado-Maior Conjunto dos Estados Unidos. Conforme orientação do Secretário de Defesa e do Secretário da Força Aérea, certos componentes da Força Aérea são atribuídos ao Unified Combatant Command. Ao Unified Combatant é delegada a autoridade operacional das forças que lhes são atribuídas, enquanto o Secretário da Força Aérea e o Chefe do Estado-Maior da Força Aérea mantêm a autoridade administrativa sobre os seus membros.
Juntamente com a condução de operações aéreas independentes, a Força Aérea dos Estados Unidos fornece apoio aéreo às forças terrestres e navais e auxilia na recuperação de tropas no campo. Em 2023, o serviço operava com de 5.519 aeronaves militares e com 400 ICBMs. A maior força aérea do mundo, tem um orçamento de US$ 215,1 bilhões para o ano fiscal de 2024, e é o segundo maior ramo de serviço das Forças Armadas americanas, com 320 037 funcionários da ativa, 165 390 civis, 66 406 funcionários da Reserva e 104 882 funcionários da Guarda Aérea Nacional.

## Missão, visão e funções

### Missão
De acordo com a National Security Act of 1947 (61 Stat. 502), que criou a USAF:
Em geral, a Força Aérea dos Estados Unidos incluirá forças de aviação tanto de combate como de serviço não atribuídas de outra forma. Deve ser organizado, treinado e equipado principalmente para operações aéreas ofensivas e defensivas rápidas e sustentadas. A Força Aérea será responsável pela preparação das forças aéreas necessárias para o prosseguimento eficaz da guerra, salvo indicação em contrário e, de acordo com planos integrados de mobilização conjunta, pela expansão dos componentes da Força Aérea em tempos de paz para atender às necessidades de guerra.
A Section 9062 of Title 10 do Código dos Estados Unidos define o propósito da USAF como:
- Preservar a paz e a segurança e providenciar a defesa dos Estados Unidos, dos Territórios, Commonwealths e possessões, e de quaisquer áreas ocupadas pelos Estados Unidos;
- Apoiar a política nacional;
- Implementar objetivos nacionais;
- Superar quaisquer nações responsáveis por atos agressivos que ponham em perigo a paz e a segurança dos Estados Unidos.

### Missões principais
As cinco missões principais da Força Aérea não mudaram drasticamente desde que a Força Aérea se tornou independente em 1947, mas evoluíram e são agora articulados como superioridade aérea, ISR global integrada (intelligence, surveillance and reconnaissance), rapid global mobility, global strike e comando e controle. O objetivo de todas estas missões centrais é fornecer o que a Força Aérea declara como vigilância global, alcance global e poder global.

#### Superioridade aérea

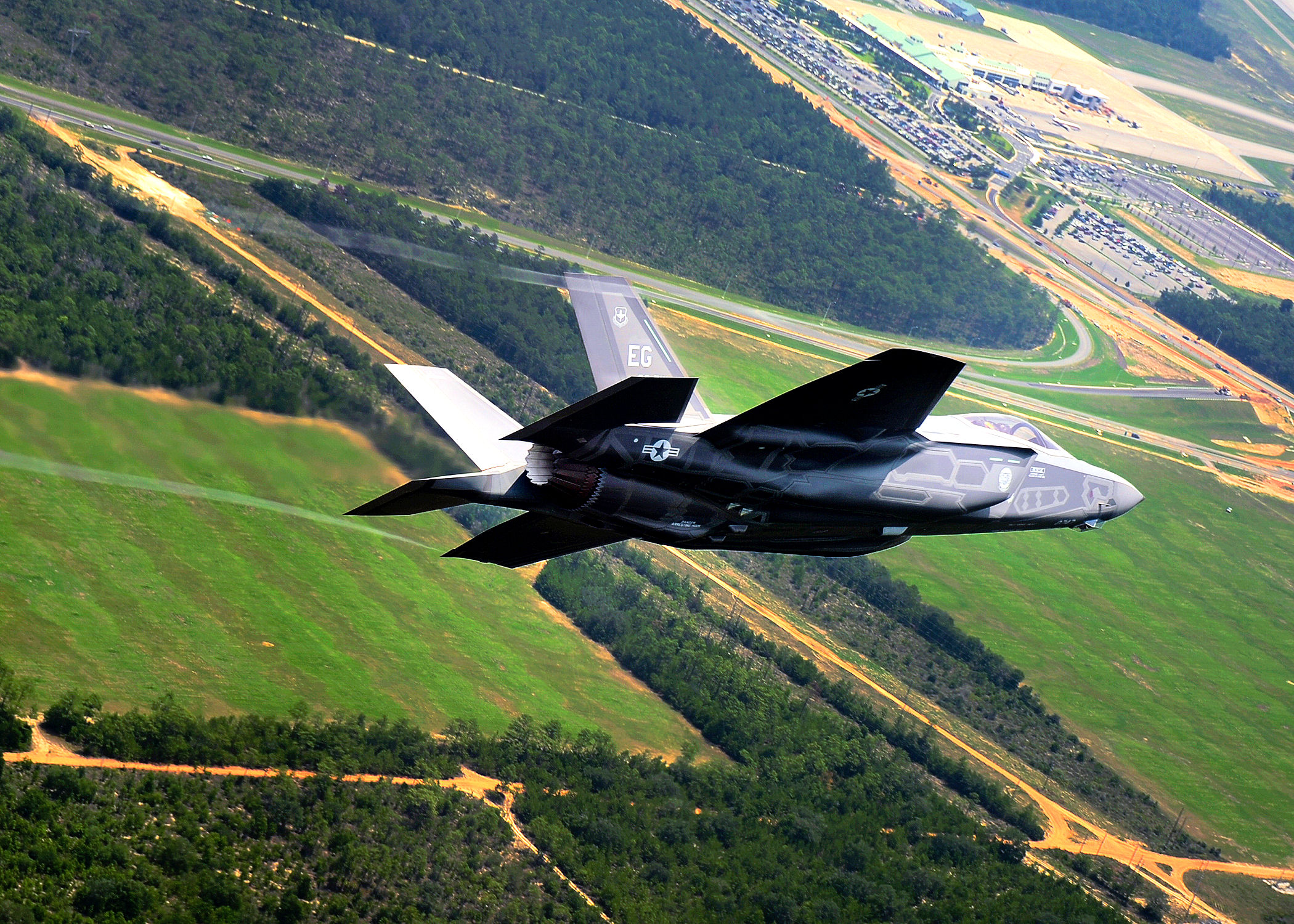
O primeiro F-35 Lightning II da 33rd Fighter Wing chegando à Eglin Air Force Base

Superioridade aérea é “aquele grau de domínio na batalha aérea de uma força sobre outra que permite a condução de operações pela primeira e suas forças terrestres, marítimas, aéreas e de operações especiais relacionadas em um determinado momento e local, sem interferência proibitiva da força oposta”.
Offensive Counter-Air (OCA) é definido como “operações ofensivas para destruir, interromper ou neutralizar aeronaves, mísseis, plataformas de lançamento e suas estruturas e sistemas de apoio antes e depois do lançamento, mas o mais próximo possível de sua fonte”. O OCA é o método preferido de combate às ameaças aéreas e de mísseis, uma vez que tenta derrotar o inimigo mais próximo da sua origem e normalmente goza da iniciativa. Ele compreende operações de ataque, varredura, escolta e supressão/destruição da defesa aérea inimiga.
Defensive Counter-Air (DCA) é definido como “todas as medidas defensivas destinadas a detectar, identificar, interceptar e destruir ou impedir forças inimigas que tentem penetrar ou atacar através do espaço aéreo amigo”. Em conjunto com as operações da OCA, um dos principais objetivos das operações da DCA é proporcionar uma área a partir da qual as forças possam operar, protegidas contra ameaças aéreas e de mísseis. A missão do DCA compreende medidas de defesa ativas e passivas. A defesa ativa é “o emprego de ação ofensiva limitada e contra-ataques para negar uma área ou posição contestada ao inimigo”. Inclui defesa contra mísseis balísticos e defesa contra ameaças aéreas e abrange defesa pontual, defesa de área e defesa de ativos aéreos de alto valor. A defesa passiva são “medidas tomadas para reduzir a probabilidade e minimizar os efeitos dos danos causados por ações hostis sem a intenção de tomar a iniciativa”. Inclui detecção e aviso; defesa química, biológica, radiológica e nuclear; camuflagem, ocultação e engano; endurecimento; reconstituição; dispersão; redundância; e mobilidade, contra-medidas e furtividade.
O controle do espaço aéreo é “um processo usado para aumentar a eficácia operacional, promovendo o uso seguro, eficiente e flexível do espaço aéreo”. Promove o uso seguro, eficiente e flexível do espaço aéreo, mitiga o risco de fratricídio, melhora as operações ofensivas e defensivas e permite maior agilidade das operações aéreas como um todo. Ao mesmo tempo, resolve conflitos e facilita a integração de operações aéreas conjuntas.

#### ISR global integrado

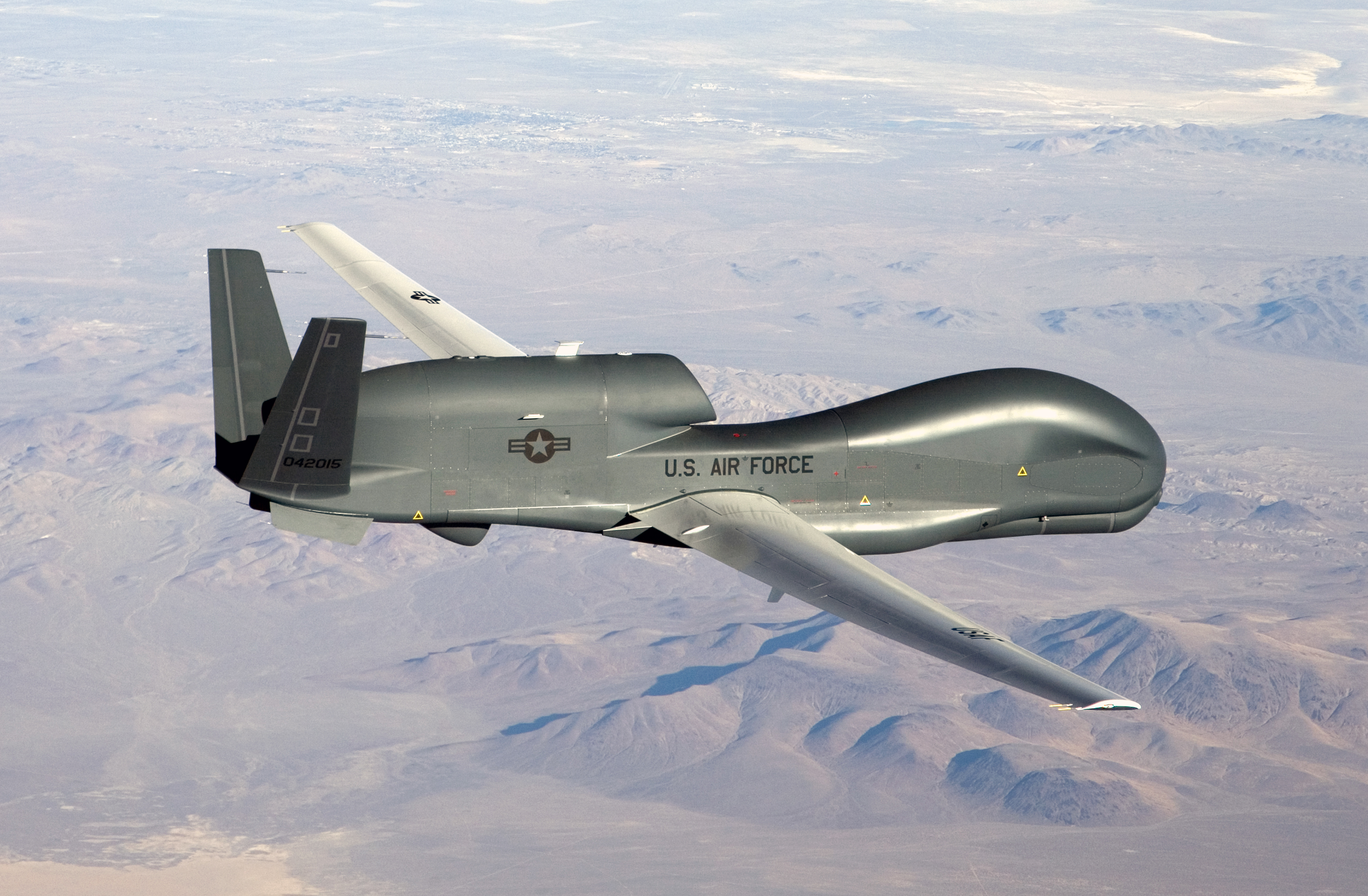
Uma aeronave de reconhecimento estratégico RQ-4 da Força Aérea

Inteligência, vigilância e reconhecimento integrados globais (Global integrated intelligence, surveillance, and reconnaissance (ISR)) é a sincronização e integração do planejamento e operação de sensores, ativos e sistemas de processamento, exploração e disseminação em todo o mundo para conduzir operações atuais e futuras.
Planejar e dirigir é “a determinação dos requisitos de inteligência, o desenvolvimento de uma arquitetura de inteligência apropriada, a preparação de um plano de coleta e a emissão de ordens e solicitações às agências de coleta de informações”. Estas atividades permitem a sincronização e integração de atividades/recursos de recolha, processamento, exploração, análise e disseminação para satisfazer os requisitos de informação das decisões nacionais e militares.
Coleta é “a aquisição de informações e o fornecimento dessas informações aos elementos de processamento”. Fornece a capacidade de obter as informações necessárias para satisfazer as necessidades de inteligência (através do uso de fontes e métodos em todos os domínios). As atividades de coleta abrangem a Range of Military Operations (ROMO).
Processamento e exploração é “a conversão da informação recolhida em formas adequadas à produção de inteligência”. Ele fornece a capacidade de transformar, extrair e disponibilizar informações coletadas adequadas para análise ou ação adicional em todo o ROMO.
Análise e produção é “a conversão de informações processadas em inteligência por meio da integração, avaliação, análise e interpretação de todos os dados de origem e da preparação de produtos de inteligência em apoio aos requisitos conhecidos ou previstos do usuário”. Ele fornece a capacidade de integrar, avaliar e interpretar informações de fontes disponíveis para criar um produto de inteligência acabado para apresentação ou disseminação, a fim de permitir maior consciência situacional.
Disseminação e integração são “a entrega de inteligência aos usuários de uma forma adequada e a aplicação da inteligência a missões, tarefas e funções apropriadas”. Fornece a capacidade de apresentar produtos de informação e inteligência em todo o ROMO, permitindo a compreensão do ambiente operacional as decisões militares e nacionais.

#### Rapid global mobility

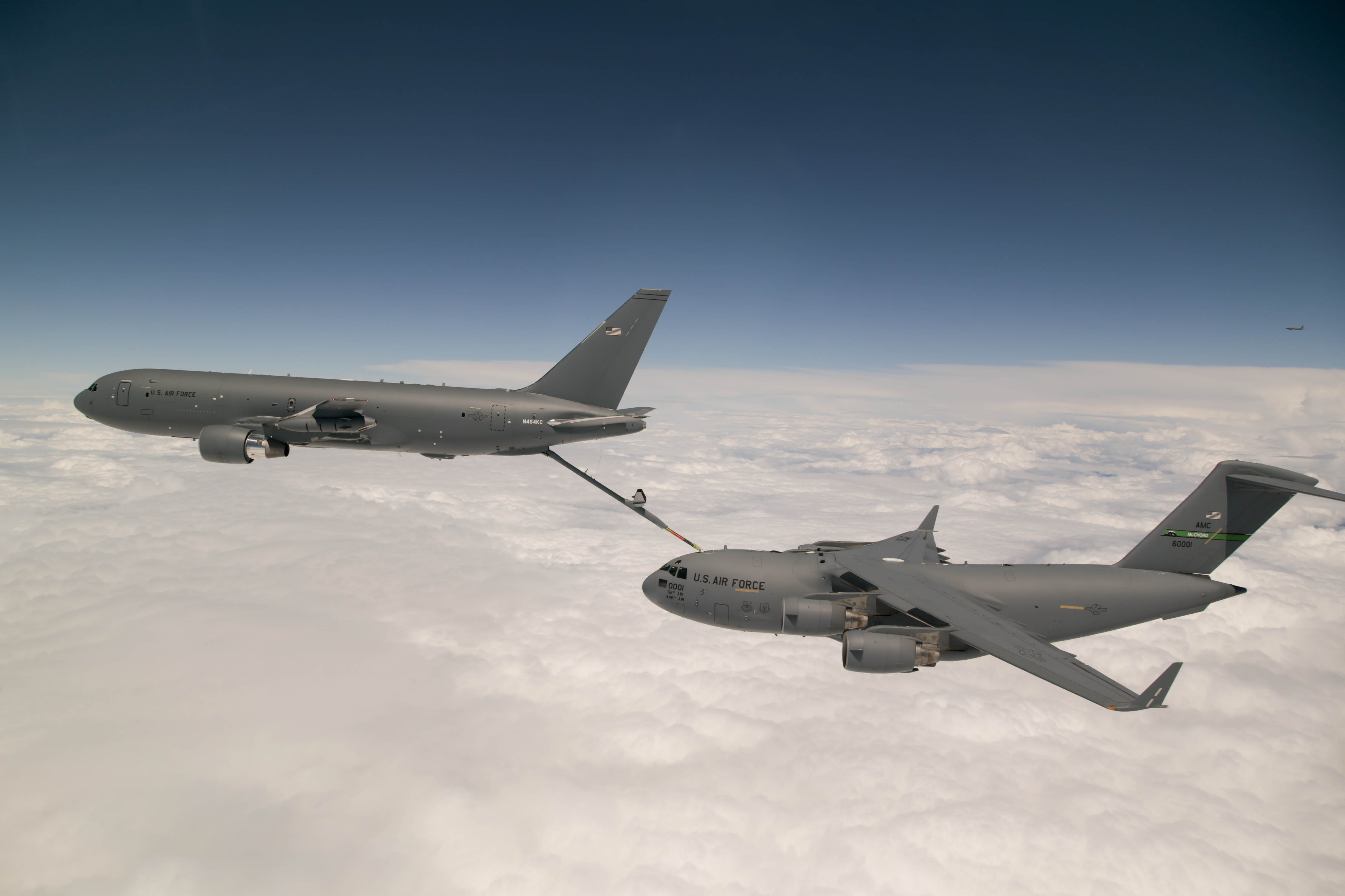
Um KC-46 Pegasus da Força Aérea reabastece um C-17A Globemaster III

Rapid global mobility (mobilidade global rápida) é a implantação, emprego, sustentação, aumento e redistribuição oportuna de forças e capacidades militares em toda a ROMO. Fornece às forças militares conjuntas a capacidade de se deslocarem de um lugar para outro, mantendo ao mesmo tempo a capacidade de cumprir a sua missão principal. A Rapid global mobility é essencial para praticamente todas as operações militares, permitindo que as forças cheguem rapidamente a destinos estrangeiros ou nacionais, tomando assim a iniciativa através da velocidade e da surpresa.
Transporte aéreo são “operações para transportar e entregar forças e material por via aérea em apoio a objetivos estratégicos, operacionais ou táticos”. As opções rápidas e flexíveis proporcionadas pelo transporte aéreo permitem às forças militares e aos líderes nacionais a capacidade de responder e operar numa variedade de situações e prazos. A capacidade de alcance global do transporte aéreo proporciona a capacidade de aplicar o poder dos Estados Unidos em todo o mundo, enviando forças para locais de crise. Serve como uma presença dos Estados Unidos que demonstra determinação e compaixão em crises humanitárias.
O reabastecimento aéreo é “o reabastecimento de uma aeronave em voo por outra aeronave”. O reabastecimento aéreo amplia a presença, aumenta o alcance e serve como multiplicador de força. Permite que os meios aéreos cheguem mais rapidamente a qualquer ponto problemático em todo o mundo, com menos dependência de bases de preparação avançadas ou de autorizações de sobrevoo/pouso. O reabastecimento aéreo expande significativamente as opções disponíveis para um comandante, aumentando o alcance, a carga útil, a persistência e a flexibilidade da aeronave receptora.
Evacuação aeromédica é “o movimento de pacientes sob supervisão médica para e entre instalações de tratamento médico por transporte aéreo”. Também é definido como “o movimento de asa fixa de vítimas regulamentadas para e entre instalações de tratamento médico, usando fuselagens de mobilidade orgânica e/ou contratada, com tripulação treinada explicitamente para esta missão”. As forças de evacuação aeromédica podem operar tão à frente quanto as aeronaves de asa fixa são capazes de conduzir operações aéreas.

#### Global strike

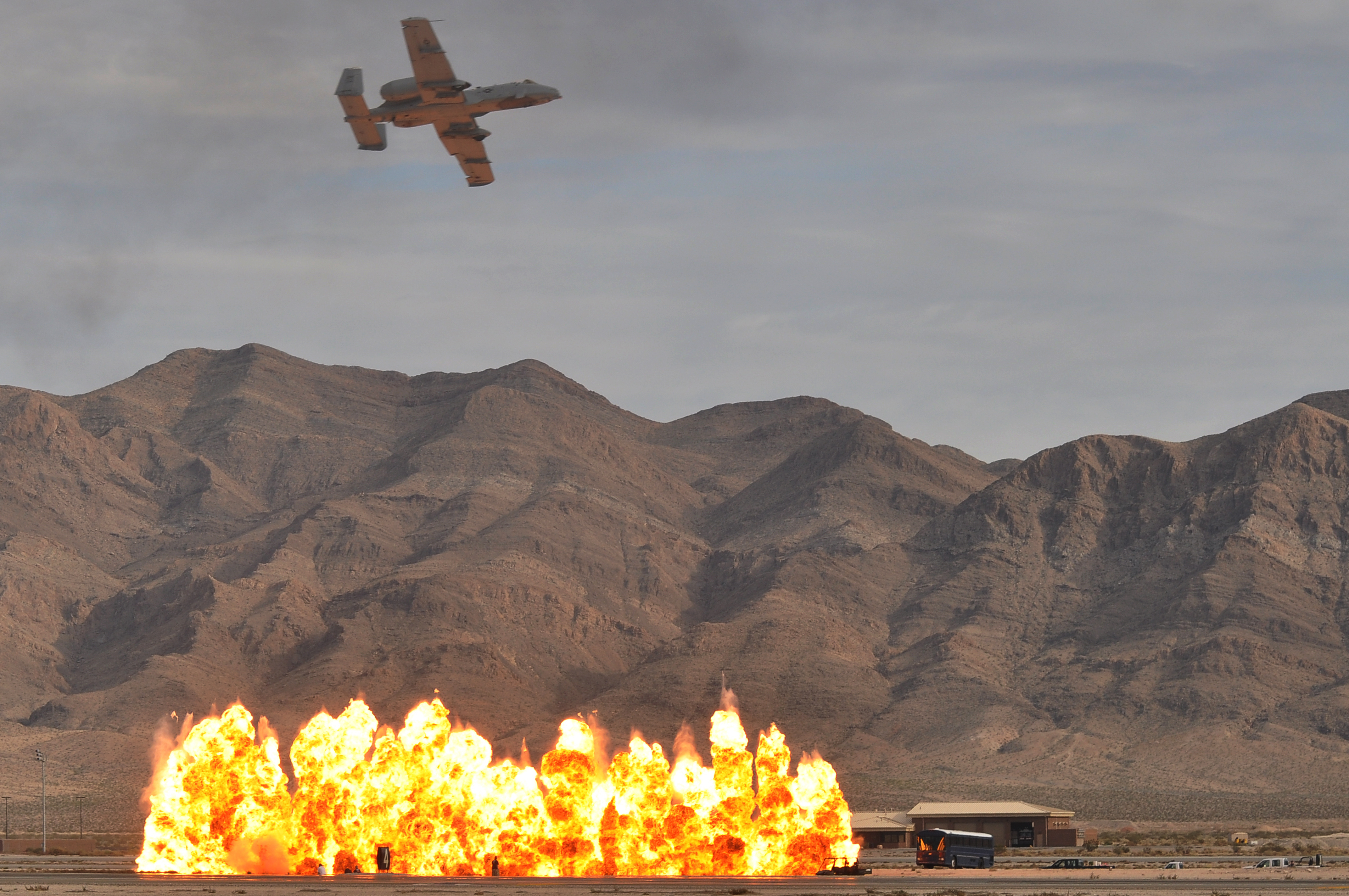
Um A-10 da Força Aérea demonstrando apoio aéreo aproximado na Base Aérea de Nellis

O Global strike (ataque de precisão global) é a capacidade de manter em risco ou atacar de forma rápida e persistente, com uma ampla gama de munições, qualquer alvo e de criar efeitos rápidos, decisivos e precisos em vários domínios.
O ataque estratégico é definido como “uma ação ofensiva especificamente selecionada para atingir objetivos estratégicos nacionais. Estes ataques procuram enfraquecer a capacidade ou a vontade do adversário de se envolver em conflitos e podem atingir objetivos estratégicos sem necessariamente ter de atingir objetivos operacionais como pré-condição”.
A interdição aérea é definida como “operações aéreas conduzidas para desviar, interromper, atrasar ou destruir o potencial militar do inimigo antes que ele possa ser usado de forma eficaz contra as forças amigas, ou para de outra forma atingir os objetivos do Joint Force Commander (JFC). A interdição aérea é conduzida a tal distância das forças amigas forças que não é necessária a integração detalhada de cada missão aérea com o fogo e o movimento das forças amigas”.
O apoio aéreo aproximado é definido como “ação aérea de aeronaves de asas fixas e rotativas contra alvos hostis que estão próximos de forças amigas e que requerem integração detalhada de cada missão aérea com o fogo e movimento dessas forças”. Isto pode ser um evento pré-planejado ou sob demanda de uma postura de alerta (terrestre ou aérea). Pode ser realizado em todo o ROMO.
O objetivo das operações de dissuasão nuclear (nuclear deterrence operations (NDO)) é operar, manter e proteger as forças nucleares para alcançar uma capacidade garantida de dissuadir um adversário de tomar medidas contra interesses vitais dos Estados Unidos. Caso a dissuasão falhe, os Estados Unidos deverão ser capazes de responder adequadamente com opções nucleares. Os subelementos desta função são:
Assegurar/Dissuadir/Deter: é um conjunto de missões derivado da prontidão da Força Aérea para realizar a missão de operações de ataque nuclear, bem como de ações específicas tomadas para assegurar aliados como parte de uma dissuasão estendida. Dissuadir terceiros de adquirir ou proliferar ADM (Advanced Designated Marksman) e distribuí-las contribui para promover a segurança e é também parte integrante desta missão. Além disso, são necessárias diferentes estratégias de dissuasão para dissuadir vários adversários, sejam eles um Estado-nação ou um interveniente não estatal/transnacional. A Força Aérea mantém e apresenta capacidades de dissuasão credíveis através de demonstrações e exercícios visíveis bem-sucedidos que asseguram os aliados, dissuadem a proliferação, dissuadem potenciais adversários de ações que ameaçam a segurança nacional dos Estados Unidos ou as populações, e mobilizam forças militares dos Estados Unidos, dos seus aliados e amigos;
O ataque nuclear é a capacidade das forças nucleares de atacar com rapidez e precisão alvos que o inimigo preza de maneira devastadora. Se ocorrer uma crise, a rápida geração e, se necessário, a implantação de capacidades de ataque nuclear demonstrarão a determinação dos Estados Unidos e poderão levar um adversário a alterar o curso de ação considerado ameaçador para o nosso interesse nacional. Caso a dissuasão falhe, o Presidente poderá autorizar uma resposta precisa e personalizada para pôr termo ao conflito ao nível mais baixo possível e conduzir a uma rápida cessação das hostilidades. Após o conflito, a regeneração de uma capacidade credível de dissuasão nuclear dissuadirá novas agressões. A Força Aérea pode apresentar uma postura de força credível no território continental dos Estados Unidos, num teatro de operações, ou em ambos, para dissuadir eficazmente a gama de potenciais adversários previstos no Século XXI. Isto requer a capacidade de envolver alvos globalmente utilizando uma variedade de métodos; portanto, a Força Aérea deve possuir a capacidade de empossar, treinar, designar, educar e exercitar indivíduos e unidades para executar rápida e eficazmente missões que apoiem os objetivos do Nuclear Deterrence Operations (NDO) dos Estados Unidos. Finalmente, a Força Aérea exerce e avalia regularmente todos os aspectos das operações nucleares para garantir elevados níveis de desempenho.
A garantia nuclear garante a segurança, proteção e eficácia das operações nucleares. Devido à sua importância política e militar, ao seu poder destrutivo e às potenciais consequências de um acidente ou ato não autorizado, as armas nucleares e os sistemas de armas nucleares requerem consideração especial e proteção contra riscos e ameaças inerentes aos seus ambientes de paz e de guerra. Em conjunto com outras entidades do Departamento de Defesa dos Estados Unidos ou do Departamento de Energia dos Estados Unidos, a Força Aérea atinge um elevado padrão de proteção através de um rigoroso programa de garantia nuclear. Este programa se aplica a material, pessoal e procedimentos que contribuem para a segurança, proteção e controle de armas nucleares, garantindo assim que não haja acidentes, incidentes, perdas ou uso não autorizado ou acidental nuclear (como o incidente de Broken Arrow). A Força Aérea continua a buscar armas nucleares seguras, protegidas e eficazes, consistentes com os requisitos operacionais. A Força Aérea continua a buscar armas nucleares seguras, protegidas e eficazes, consistentes com os requisitos operacionais. Os adversários, os aliados e o povo americano devem estar altamente confiantes na capacidade da Força Aérea de proteger as armas nucleares contra acidentes, roubo, perda e uso acidental ou não autorizado. Este compromisso diário com operações nucleares precisas e fiáveis é a pedra angular da credibilidade da missão do OND. Comando, controle e comunicações nucleares positivos; segurança eficaz das armas nucleares; e um apoio robusto ao combate são essenciais para a função global do OND.

#### Comando e controle

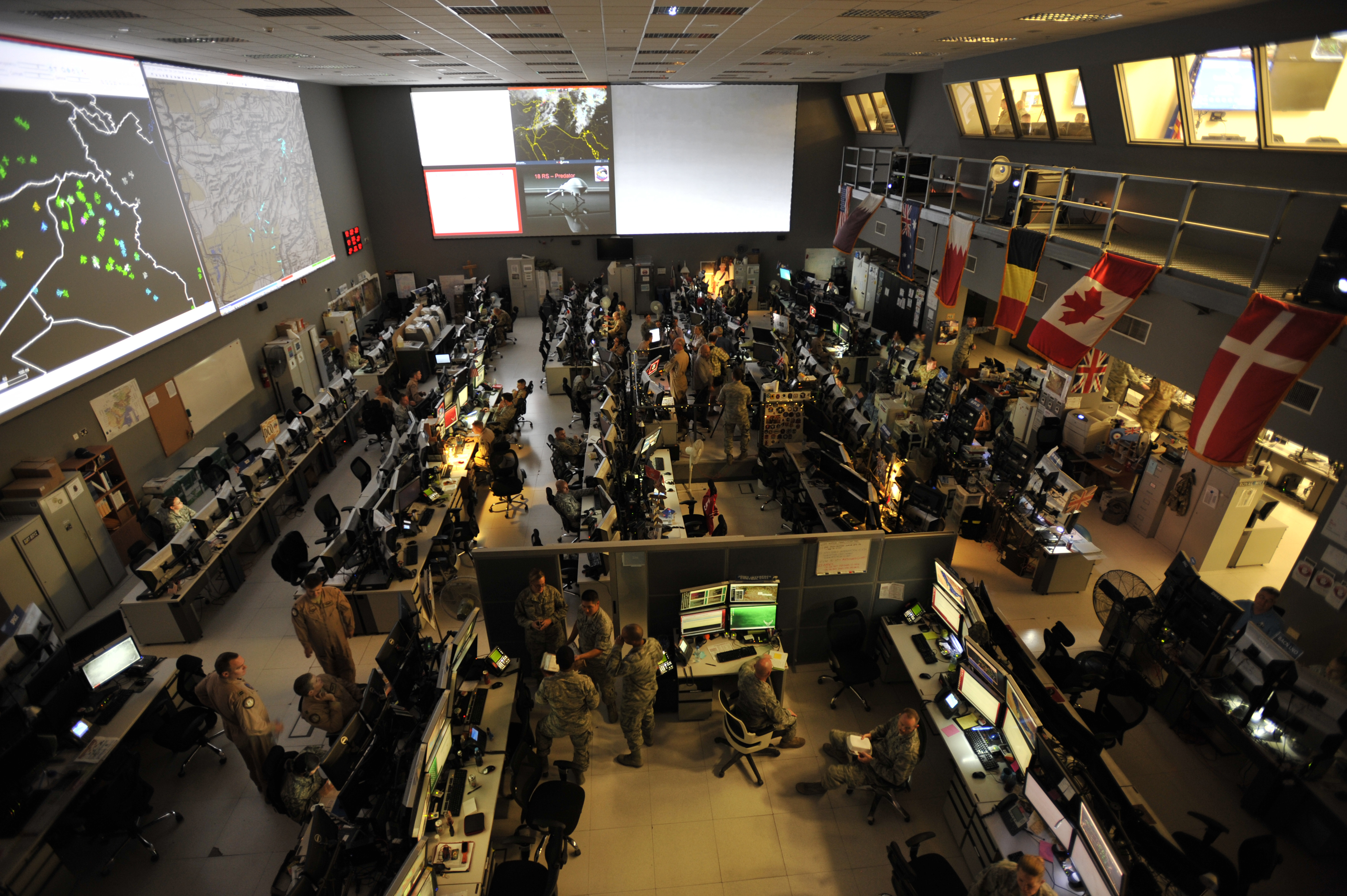
Centro Combinado de Operações Aéreas na Base Aérea de Al Udeid

O comando e controle é “o exercício de autoridade e direção por um comandante devidamente designado sobre as forças designadas e anexadas no cumprimento da missão. As funções de comando e controle são executadas por meio de um arranjo de pessoal, equipamentos, comunicações, instalações e procedimentos empregados por um comandante no planejamento, direção, coordenação e controle de forças e operações no cumprimento da missão”. Esta função principal inclui todas as capacidades e atividades relacionadas ao C2 associadas às operações aéreas, ciberespaciais, nucleares e de apoio ao combate ágil para atingir objetivos estratégicos, operacionais e táticos.
Ao nível estratégico de comando e controle, os Estados Unidos determinam objetivos e orientações de segurança nacionais ou multinacionais e desenvolvem e utilizam recursos nacionais para atingir esses objetivos. Estes objetivos nacionais, por sua vez, fornecem a orientação para o desenvolvimento de objetivos militares globais, que são utilizados para desenvolver os objetivos e a estratégia para cada teatro de operações.
No nível operacional de comando e controle, as campanhas e as principais operações são planejadas, conduzidas, sustentadas e avaliadas para atingir os objetivos estratégicos nos teatros de operações ou áreas de operações. Estas atividades implicam uma dimensão de tempo ou espaço mais ampla do que as tácticas; fornecem os meios pelos quais os sucessos tácticos são explorados para alcançar objetivos estratégicos e operacionais.
Comando e Controle de Nível Tático é onde as batalhas e combates individuais são travados. O nível tático da guerra trata de como as forças são empregadas e das especificidades de como os combates são conduzidos e os alvos atacados. O objetivo do nível tático C2 é alcançar a intenção do comandante e os efeitos desejados, ganhando e mantendo a iniciativa ofensiva.

## História
O Departamento de Guerra dos Estados Unidos criou o primeiro antecedente da Força Aérea dos Estados Unidos, como parte do Exército dos Estados Unidos, em 1 de agosto de 1907, que através de uma sucessão de mudanças de organização, títulos e missões avançou em direção à eventual independência 40 anos depois. Na Segunda Guerra Mundial, quase 68 mil aviadores dos Estados Unidos morreram ajudando a vencer a guerra, com apenas a infantaria sofrendo mais baixas. Na prática, as Forças Aéreas do Exército dos Estados Unidos (USAAF) eram virtualmente independentes do Exército durante a Segunda Guerra Mundial e funcionavam em praticamente todos os sentidos como um ramo de serviço independente, mas os aviadores ainda pressionavam pela independência formal. A National Security Act of 1947 foi assinada em 26 de julho de 1947, que estabeleceu o Departamento da Força Aérea, mas foi somente em 18 de setembro de 1947, quando o primeiro Secretário da Força Aérea, W. Stuart Symington, tomou posse que a Força Aérea foi oficialmente formada como um ramo de serviço independente.
A lei criou o National Military Establishment (renomeado para Departamento de Defesa em 1949), que era composto por três Departamentos Militares subordinados, nomeadamente o Departamento do Exército, o Departamento da Marinha e o recém-criado Departamento da Força Aérea. Antes de 1947, a responsabilidade pela aviação militar era compartilhada entre as Forças Aéreas do Exército dos Estados Unidos e suas organizações antecessoras (para operações terrestres), a Marinha (para operações marítimas de porta-aviões e aeronaves anfíbias) e o Corpo de Fuzileiros Navais dos Estados Unidos (para apoio aéreo aproximado às operações do Corpo de Fuzileiros Navais). A década de 1940 também provou ser importante para a aviação militar de outras maneiras. Em 1947, o Capitão da Força Aérea Chuck Yeager quebrou a barreira do som em sua aeronave movida a foguete X-1, iniciando uma nova era da aeronáutica na América.

### Antecedentes

Insígnia nacional de aeronaves militares dos Estados Unidos que apareceram em aeronaves militares dos Estados Unidos
1) 5/1917–2/1918
2) 2/1918–8/1919
3) 8/1919–5/1942
4) 5/1942–6/1943
5) 6/1943–9/1943
6) 9/1943–1/1947
7) 1/1947–

As organizações antecessoras do Exército até a Força Aérea de hoje são:
- Divisão Aeronáutica do Signal Corps: Aeronautical Division, Signal Corps: 1 de agosto de 1907 – 18 de julho de 1914;
- Seção de Aviação do Signal Corps: Aviation Section, Signal Corps: 18 de julho de 1914 – 20 de maio de 1918;
- Divisão de Aeronáutica Militar: Division of Military Aeronautics: 20 de maio de 1918 – 24 de maio de 1918;
- Serviço Aéreo do Exército dos Estados Unidos: U.S. Army Air Service: 24 de maio de 1918 – 2 de julho de 1926;
- Corpo Aéreo do Exército dos Estados Unidos: U.S. Army Air Corps: 2 de julho de 1926 – 20 de junho de 1941;
- Forças Aéreas do Exército dos Estados Unidos: U.S. Army Air Forces: 20 de junho de 1941 – 18 de setembro de 1947.

### Século XXI
Durante o início da década de 2000, dois projetos de aquisição de aeronaves da USAF demoraram mais do que o esperado, os programas KC-X e F-35. Como resultado, a USAF estava estabelecendo novos recordes de idade média das aeronaves.
Desde 2005, a USAF tem colocado um forte foco na melhoria do Basic Military Training (BMT) para o pessoal alistado. Embora o treinamento intenso tenha se tornado mais longo, ele também mudou para incluir uma fase de implantação. Esta fase de implantação, agora chamada de BEAST, coloca os recrutas em um ambiente de combate simulado que eles podem experimentar quando forem destacados. Enquanto os recrutas enfrentam as enormes pistas de obstáculos junto com o BEAST, as outras partes incluem defender e proteger sua base de operações, formar uma estrutura de liderança, direcionar busca e recuperação e cuidados básicos de autoajuda com amigos. Durante este evento, os Military Training Instructors (MTI) atuam como mentores e forças opostas em um exercício de desdobramento. Em novembro de 2022, a USAF anunciou que descontinuaria o BEAST e o substituiria por outro programa de treinamento de implantação denominado PACER FORGE.
Em 2007, a USAF empreendeu uma Reduction-in-Force (RIF). Devido a restrições orçamentárias, a USAF planejou reduzir o tamanho do serviço de 360 000 funcionários da ativa para 316 000. O tamanho da força de serviço ativo em 2007 era aproximadamente 64% daquele que era a USAF no final da primeira Guerra do Golfo em 1991. Contudo, a redução terminou em aproximadamente 330 000 efetivos em 2008, a fim de satisfazer o sinal de procura dos comandantes combatentes e os requisitos da missão associada. Estas mesmas restrições levaram a uma redução acentuada nas horas de voo para formação de tripulação desde 2005 e o Vice-Chefe do Estado-Maior, dirigindo as avaliações de tempo dos aviadores.
Em 5 de junho de 2008, o Secretário de Defesa Robert Gates aceitou as renúncias do Secretário da Força Aérea, Michael Wynne, e do Chefe do Estado-Maior da Força Aérea, General T. Michael Moseley. Em sua decisão de demitir os dois homens, Gates citou “questões sistêmicas associadas ao... declínio do foco e do desempenho da missão nuclear da Força Aérea”. O que Gates não mencionou foi que ele havia entrado em conflito repetidamente com Wynne e Moseley sobre outras questões importantes não nucleares para a Força. Isto seguiu-se a uma investigação sobre dois incidentes envolvendo o manuseio incorreto de armas nucleares: especificamente um incidente com armas nucleares a bordo de um voo B-52 entre a Base Aérea de Minot e a Base Aérea de Barksdale, e um envio acidental de componentes de armas nucleares para Taiwan. Para dar mais ênfase aos recursos nucleares, a USAF estabeleceu o Air Force Global Strike Command com foco nuclear em 24 de outubro de 2008, que mais tarde assumiu o controle de todos os aviões bombardeiros da USAF.
Em 26 de junho de 2009, a USAF divulgou um plano de estrutura de força que cortou aviões de combate e transferiu recursos para melhor apoiar a guerra nuclear, irregular e de informação. Em 23 de julho de 2009, a USAF divulgou seu Plano de Voo do Unmanned Aerial System (UAS), detalhando os planos do UAS da Força Aérea até 2047. Um terço dos aviões que a USAF planeava comprar no futuro não seriam tripulados. De acordo com o Cientista Chefe da Força Aérea, Greg Zacharias, a USAF prevê ter armas hipersônicas até a década de 2020, veículos aéreos não tripulados hipersônicos (também conhecidos como remotely-piloted vehicles, ou RPAs) até a década de 2030 e aeronaves RPAs hipersônicas recuperáveis até a década de 2040. A Força Aérea pretende implantar um caça a jato de sexta geração em meados da década de 2030.

### Conflitos

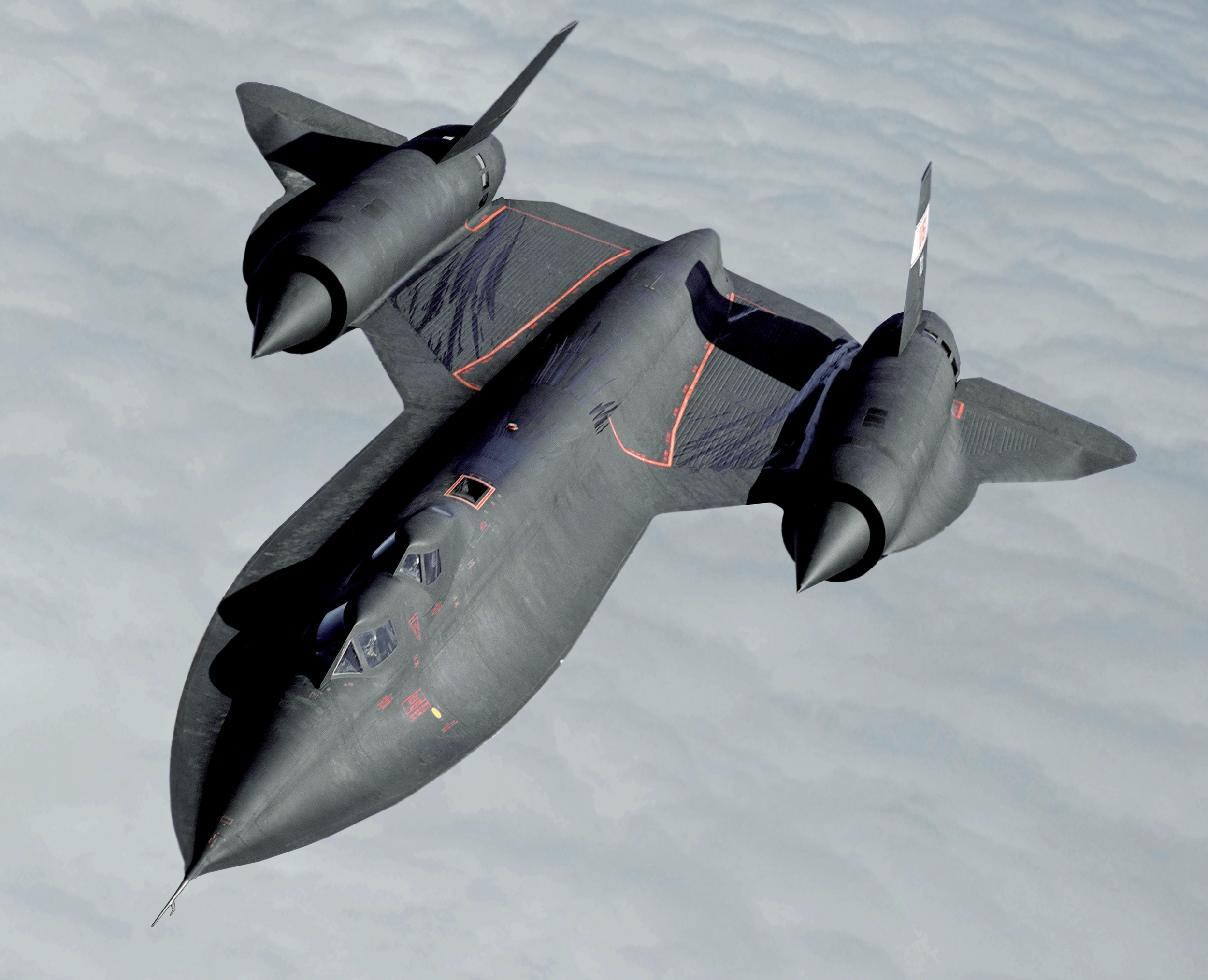
O SR-71 Blackbird foi um avião de reconhecimento durante a Guerra Fria.

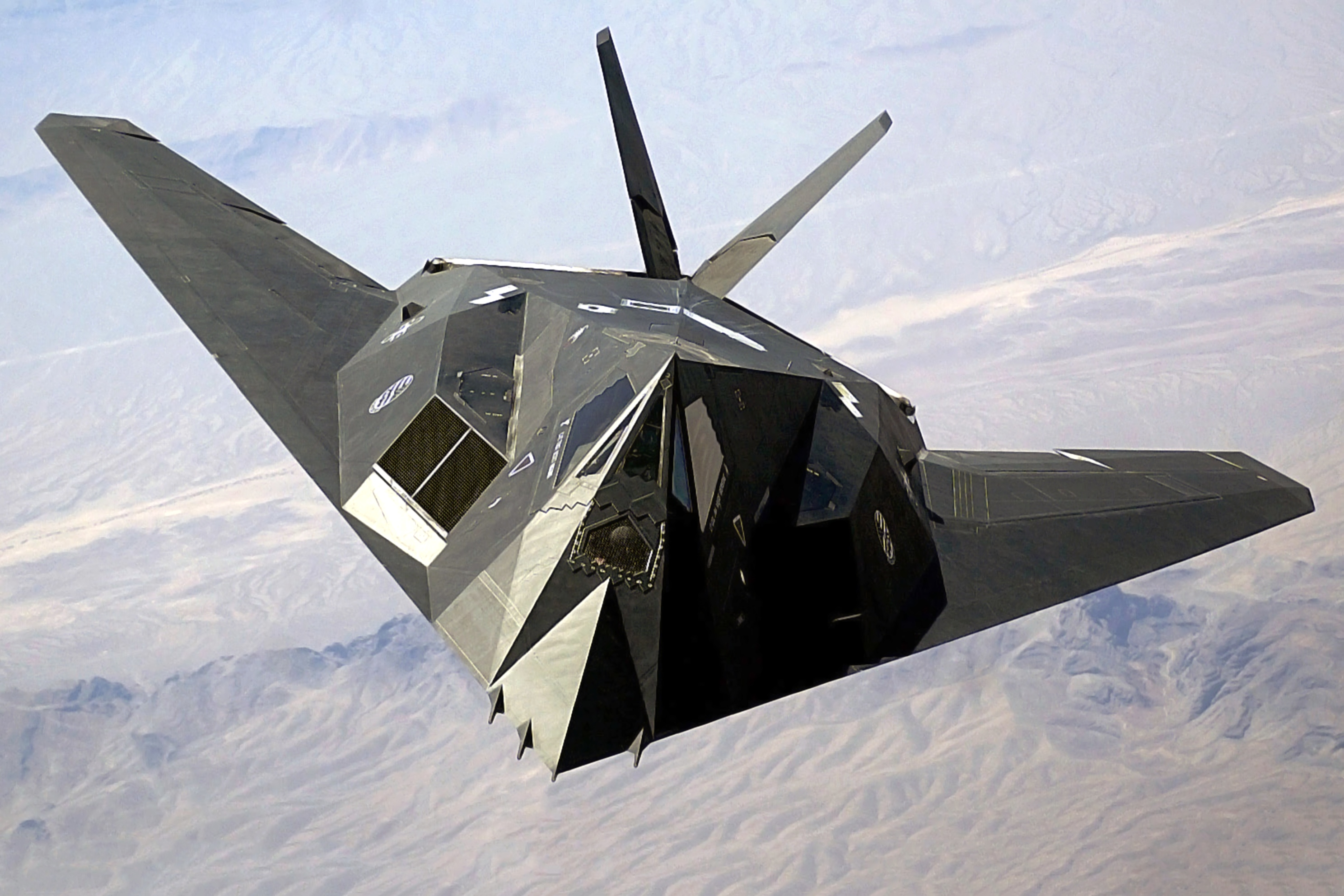
O F-117 Nighthawk era uma aeronave de ataque furtivo (retirada de serviço em abril de 2008).

A Força Aérea dos Estados Unidos esteve envolvida em muitas guerras, conflitos e operações utilizando operações aéreas militares. A USAF possui a linhagem e a herança das suas organizações antecessoras, que desempenharam um papel fundamental nas operações militares dos Estados Unidos desde 1907:
- Expedição Pancho Villa,[100] como Seção de Aviação do Signal Corps;
- Primeira Guerra Mundial,[101] como Seção de Aviação do Signal Corps e Serviço Aéreo do Exército dos Estados Unidos;
- Segunda Guerra Mundial,[101] como Serviço Aéreo do Exército dos Estados Unidos;
- Guerra Fria;[102][103][104]
- Guerra da Coreia;[105][106]
- Guerra do Vietnã;[107][108]
  - Contemporary Historical Examination of Current Operations (CHECO);
- Operação Eagle Claw (Resgate de reféns iranianos em 1980);[109][110]
- Operação Urgent Fury (Invasão de Granada pelos Estados Unidos em 1983);[111][112]
- Operação El Dorado Canyon (Bombardeio dos Estados Unidos na Líbia em 1986);[113]
- Operação Just Cause (Invasão do Panamá pelos Estados Unidos em 1989–1990);[114]
- Guerra do Golfo (1990–1991);[115]
  - Operação Desert Shield (1990–1991);[116]
  - Operação Desert Storm (1991);[117]
- Operação Southern Watch (Zonas de exclusão aérea no Iraque 1992–2003);[118]
- Operação Deliberate Force (Bombardeio da OTAN em 1995 na Bósnia e Herzegovina);[119]
- Operação Northern Watch (Zonas de exclusão aérea no Iraque 1997–2003);[120]
- Operação Desert Fox (Bombardeio do Iraque em 1998);[121][122][123]
- Operação Allied Force (Bombardeio da OTAN na Iugoslávia em 1999);[124]
- Guerra do Afeganistão (2001–2021);[125][126][127]
  - Operação Enduring Freedom (2001–2014);[128]
  - Operação Operation Freedom's Sentinel (2015–2021);[129]
- Guerra do Iraque (2003–2011);[130][131]
  - Operação Iraqi Freedom (2003–2010);[132]
  - Operação New Dawn (2010–2011);[133][134]
- Operação Odyssey Dawn (Zona de exclusão aérea da Líbia em 2011);[135][136][137]
- Operação Inherent Resolve (2014–presente: intervenção contra o Estado Islâmico do Iraque e do Levante).

Além disso, uma vez que a USAF supera todos os outros componentes aéreos dos Estados Unidos e aliados, muitas vezes fornece apoio às forças aliadas em conflitos nos quais os Estados Unidos não estão envolvidos, como a campanha francesa de 2013 no Mali.

### Operações humanitárias

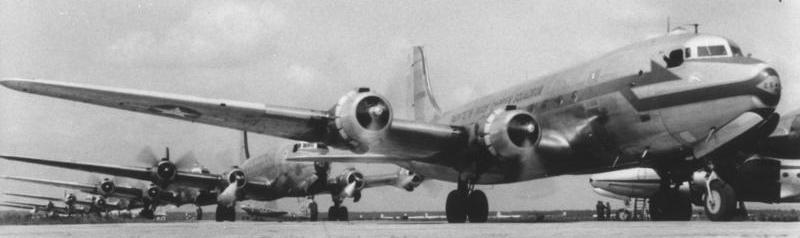
Uma fileira de Douglas C-54 Skymaster durante o Bloqueio de Berlim em 1949

A USAF também participou em numerosas operações humanitárias. Alguns dos mais importantes incluem o seguinte:
- Bloqueio de Berlim (Operação Vittles, 1948–1949);[141]
- Operação Safe Haven (1956–1957);[142]
- Operações Babylift, New Life, Frequent Wind e New Arrivals (1975);[143]
- Operação Provide Comfort (1991);[144]
- Operação Sea Angel (1991);[145]
- Operação Provide Hope (1992–1993);[146]
- Operação Provide Promise (1992–1996);[147]
- Operação Unified Assistance (Dezembro de 2004–Abril de 2005);[148]
- Operação Unified Response (14 de janeiro de 2010–22 de março de 2010);[149]
- Operação Tomodachi (12 de março de 2011–1 de maio de 2011).[150]

## Cultura

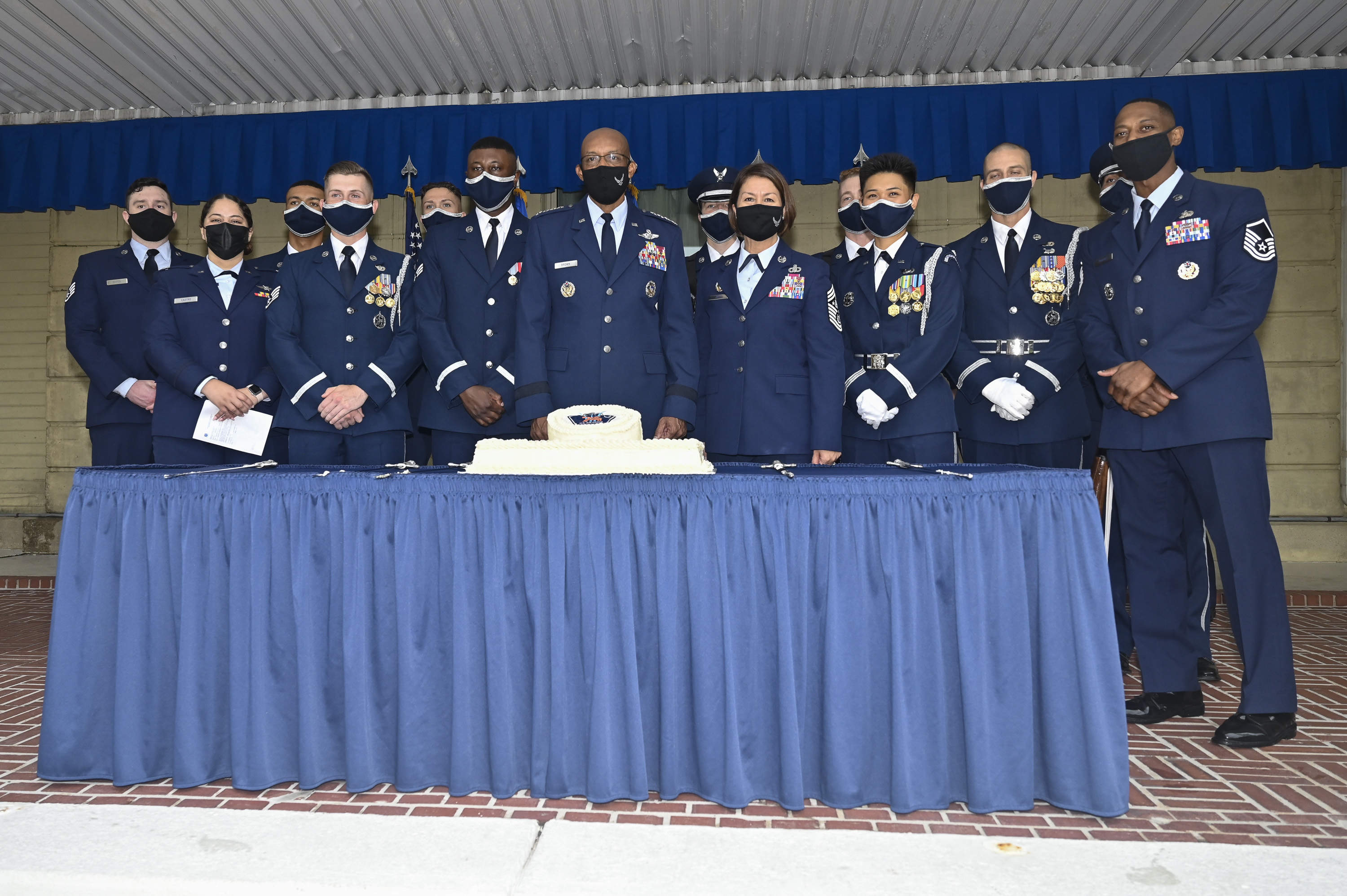
Vários membros da Força Aérea posam durante a celebração do 74º aniversário da Força Aérea no Pentágono, em 17 de setembro de 2021.

A cultura da Força Aérea dos Estados Unidos é impulsionada principalmente por pilotos, inicialmente aqueles que pilotam bombardeiros (dirigidos originalmente pela Bomber Mafia), seguidos por caças Fighter Mafia.
Em resposta a um incidente de armas nucleares da Força Aérea dos Estados Unidos de 2007, o Secretário de Defesa Robert Gates aceitou, em junho de 2008, as renúncias do Secretário da Força Aérea Michael Wynne e do Chefe do Estado-Maior da Força Aérea General T. Michael Moseley. O sucessor de Moseley, General Norton A. Schwartz, ex-piloto de transporte aéreo e operações especiais, foi o primeiro oficial nomeado para esse cargo que não tinha experiência como piloto de caça ou bombardeiro. O The Washington Post informou, em 2010, que o General Schwartz começou a desmantelar o rígido sistema de classes da USAF, particularmente no corpo de oficiais.
Em 2014, após escândalos de moral e testes/trapaça na comunidade de oficiais de lançamento de mísseis da Força Aérea, a Secretária da Força Aérea Deborah Lee James admitiu que permanecia um "problema sistêmico" na gestão da missão nuclear pela USAF.
Daniel L. Magruder Jr. define a cultura da USAF como uma combinação da aplicação rigorosa de tecnologia avançada, individualismo e teoria progressiva do poder aéreo. O Major-general Charles J. Dunlap Jr. acrescenta que a cultura da Força Aérea dos Estados Unidos também inclui um igualitarismo criado por oficiais que se percebem como os principais "guerreiros" de suas forças, trabalhando com pequenos grupos de aviadores alistados, seja como tripulação de serviço ou tripulação de bordo de suas aeronaves. Os oficiais da Força Aérea nunca sentiram que precisavam da “distância” social formal da sua força alistada, que é comum nas outras forças armadas dos Estados Unidos. Embora o paradigma esteja a mudar, durante a maior parte da sua história, a Força Aérea, completamente diferente das suas forças irmãs, tem sido uma organização na qual lutaram principalmente os seus oficiais, e não a sua força alistada, sendo esta última principalmente uma força de apoio do escalão de retaguarda. Quando a força alistada entrou em perigo, como é o caso dos tripulantes de aeronaves com tripulação múltipla, a estreita camaradagem do risco partilhado em espaços apertados criou tradições que moldaram um tipo de relação entre oficial e alistado um pouco diferente do que existe noutros locais nas forças armadas.
Questões culturais e de carreira na Força Aérea dos Estados Unidos foram citadas como uma das razões para a escassez de operadores de UAV necessários. Apesar da demanda por UAVs ou drones para fornecer cobertura 24 horas por dia para as tropas americanas durante a Guerra do Iraque, a USAF não estabeleceu um novo campo de carreira para pilotá-los até o último ano daquela guerra e em 2014 mudou novamente seu programa de treinamento Remotely Piloted Aircraft Pilot (RPA), em face de grandes perdas de aeronaves em treinamento, e em resposta a um relatório do Government Accountability Office (GAO) crítico ao manejo dos programas de drones. Paul Scharre relatou que a divisão cultural entre a USAF e o Exército dos Estados Unidos impediu que ambas as forças adotassem as inovações de entrega de drones uma da outra.
Muitas das tradições formais e informais da Força Aérea são um amálgama daquelas tiradas da Força Aérea Real (por exemplo, jantares/noites de refeitório) ou as experiências de suas organizações antecessoras, como o Serviço Aéreo do Exército dos Estados Unidos, o Corpo Aéreo do Exército dos Estados Unidos e as Forças Aéreas do Exército dos Estados Unidos. Algumas dessas tradições variam de "etiquetas com nomes de sexta-feira" em unidades voadoras até um "mês do bigode" anual. O uso de "moedas de desafio" remonta à Primeira Guerra Mundial, quando um membro de um dos esquadrões aéreos comprou medalhões para toda a sua unidade com seu emblema, enquanto outra tradição cultural exclusiva da Força Aérea é o “roof stomp”, praticado pelos militares para dar as boas-vindas a um novo comandante ou para comemorar outro evento, como uma aposentadoria.

## Organização

Organização da Força Aérea dos Estados Unidos dentro do Departamento de Defesa

### Organização administrativa
O Departamento da Força Aérea é um dos três departamentos militares do Departamento de Defesa e é administrado pelo Secretário civil da Força Aérea, sob a autoridade, direção e controle do Secretário de Defesa. Os altos funcionários do Gabinete do Secretário são o Subsecretário da Força Aérea, quatro Secretários Adjuntos da Força Aérea e o Conselheiro Geral, todos nomeados pelo Presidente com o conselho e consentimento do Senado. A liderança uniformizada sênior do Estado-Maior da Força Aérea é composta pelo Chefe do Estado-Maior da Força Aérea e pelo Vice-Chefe do Estado-Maior da Força Aérea.
Os comandos e unidades diretamente subordinados são denominados Agência Operacional de Campo (Field Operating Agency (FOA)), Unidade de Relatório Direto (Direct Reporting Unit (DRU)) e Agência Operacional Separada (Separate Operating Agency) atualmente não utilizada.
O Comando Principal (Major Command (MAJCOM)) é o nível hierárquico superior de comando. Incluindo o Comando da Reserva da Força Aérea, em 30 de setembro de 2006, a USAF tinha dez comandos principais. A Numbered Air Force (NAF) é um nível de comando diretamente sob o MAJCOM, seguido pelo Operational Command (agora não utilizado), Air Division (também agora não utilizada), Wing, Group, Squadron e Flight.

### Estrutura e organização da Força Aérea
Quartel-general USAF:
| Comandos Principais                                                     | Comandante atual           | Localização do quartel-general                               |
| ----------------------------------------------------------------------- | -------------------------- | ------------------------------------------------------------ |
| Air Combat Command (ACC)                                                | Gen Mark D. Kelly          | Langley Air Force Base, Joint Base Langley-Eustis, Virginia  |
| Air Education and Training Command (AETC)                               | Lt Gen Brian S. Robinson   | Randolph Air Force Base, Joint Base San Antonio, Texas       |
| Air Force Global Strike Command (AFGSC)                                 | Gen Thomas A. Bussiere     | Barksdale Air Force Base, Louisiana                          |
| Air Force Materiel Command (AFMC)                                       | Gen Duke Z. Richardson     | Wright-Patterson Air Force Base, Ohio                        |
| Air Force Reserve Command (AFRC)                                        | Lt Gen John P. Healy       | Robins Air Force Base, Geórgia                               |
| Air Force Special Operations Command (AFSOC)                            | Lt Gen Tony D. Bauernfeind | Hurlburt Field, Flórida                                      |
| Air Mobility Command (AMC)                                              | Gen Michael A. Minihan     | Scott Air Force Base, Illinois                               |
| Pacific Air Forces (PACAF)                                              | Gen Kenneth S. Wilsbach    | Hickam Air Force Base, Joint Base Pearl Harbor–Hickam, Havaí |
| United States Air Forces in Europe – Air Forces Africa (USAFE-AFAFRICA) | Gen James B. Hecker        | Ramstein Air Base, Renânia-Palatinado, Alemanha              |
| Unidades de subordinação direta                                         | Comandante atual           | Localização do quartel-general                               |
| Air Force District of Washington (AFDW)                                 | Maj Gen Joel D. Jackson    | Andrews Air Force Base, Joint Base Andrews, Maryland         |
| Air Force Operational Test and Evaluation Center (AFOTEC)               | Brig Gen Michael T. Rawls  | Kirtland Air Force Base, Novo México                         |
| United States Air Force Academy (USAFA)                                 | Lt Gen Richard M. Clark    | Air Force Academy, Colorado                                  |

### Organização operacional
A estrutura organizacional mostrada acima é responsável pela organização, equipamento e treinamento em tempos de paz de unidades aéreas para missões operacionais. Quando necessário para apoiar missões operacionais, o Secretário de Defesa (SECDEF) orienta o Secretário da Força Aérea (SECAF) a executar uma Change in Operational Control (CHOP) destas unidades desde o seu alinhamento administrativo ao comando operacional de um Regional Combatant Commander (CCDR). No caso das unidades AFSPC, AFSOC, PACAF e USAFE, as forças são normalmente empregadas no local sob as CCDR existentes. Da mesma forma, as forças AMC que operam em funções de apoio mantêm a sua componente no United States Transportation Command (USTRANSCOM), a menos que sejam transferidas para uma CCDR Regional.

#### Air Expeditionary Task Force
Unidades Chopped são chamadas de forças. A estrutura de alto nível dessas forças é a Air Expeditionary Task Force (AETF). A AETF é a apresentação de forças da Força Aérea a uma CCDR para emprego do poder aéreo. Cada CCDR é apoiada por uma Component Numbered Air Force (C-NAF) para fornecer planejamento e execução das forças aéreas em apoio aos requisitos da CCDR. Cada C-NAF consiste em um Commander, Air Force Forces (COMAFFOR), AFFOR/A-staff, e o Air Operations Center (AOC). Conforme necessário para apoiar vários Joint Force Commanders (JFC) na Area of Responsibility (AOR) do CCMD, o C-NAF pode implantar Air Component Coordinate Elements (ACCE) para fazer a ligação com o JFC. Se a Força Aérea possuir a preponderância das forças aéreas na área de operações de um JFC, o COMAFFOR também servirá como Joint Forces Air Component Commander (JFACC).

#### Commander, Air Force Forces
O Commander, Air Force Forces (COMAFFOR) é o oficial sênior da USAF responsável pelo emprego do poder aéreo em apoio aos objetivos do JFC. A COMAFFOR dispõe de um Special Staff e de um A-Staff para garantir que as forças designadas ou anexadas sejam devidamente organizadas, equipadas e treinadas para apoiar a missão operacional.

#### Air Operations Center
O Air Operations Center (AOC) é o centro de Comando e Controle (C2) do JFACC. Vários AOCs foram estabelecidos em toda a Força Aérea em todo o mundo. Esses centros são responsáveis pelo planejamento e execução de missões de poder aéreo em apoio aos objetivos do JFC.

#### Air Expeditionary Wings/Groups/Squadrons
A AETF gera poder aéreo para apoiar os objetivos do CCMD a partir de Air Expeditionary Wings (AEW) ou Air Expeditionary Groups (AEG). Estas unidades são responsáveis por receber forças de combate dos MAJCOMs da Força Aérea, prepará-las para missões operacionais, lançar e recuperar essas forças e, eventualmente, devolver forças aos MAJCOMs. Os Theater Air Control Systems controlam o emprego de forças durante essas missões.

## Pessoal
A classificação de qualquer trabalho da USAF para oficiais ou aviadores alistados é o Air Force Specialty Code (AFSC).
Os AFSCs variam de especialidades de oficiais, como piloto, oficial de sistemas de combate, táticas especiais, operações nucleares e de mísseis, inteligência, operações no ciberespaço, juiz-advogado geral (JAG), médico, enfermeiro ou outras áreas, até várias especialidades alistadas. Estes últimos vão desde operações de combate de voo, como o loadmaster, até trabalhar em um refeitório para garantir que os aviadores sejam devidamente alimentados. Existem campos ocupacionais adicionais, como especialidades de informática, especialidades mecânicas, tripulação alistada, sistemas de comunicação, operações no ciberespaço, técnicos de aviônica, especialidades médicas, engenharia civil, relações públicas, hospitalidade, direito, aconselhamento sobre drogas, operações de correio, forças de segurança e busca e especialidades de resgate.
Além do pessoal da tripulação de voo de combate, outros AFSCs de combate da USAF são oficiais de táticas especiais, Descarte de Artilharia Explosiva (Explosive Ordnance Disposal (EOD)), Oficial de Resgate de Combate (Combat Rescue Officer), Pararescue, Forças de segurança (Security Forces), Controle de Combate (Combat Control), Combat Weather, Tactical Air Control Party, Técnico Meteorológico de Operações Especiais (Special Operations Weather Technician), e agentes do Air Force Office of Special Investigations (AFOSI).
Quase todos os campos de carreira alistados são de “nível inicial”, o que significa que a USAF oferece todo o treinamento. Alguns alistados podem escolher uma área específica, ou pelo menos uma área antes de ingressar, enquanto outros recebem um AFSC em Treinamento Militar Básico (Basic Military Training (BMT)). Após o BMT, os novos aviadores alistados frequentam uma escola de treinamento técnico onde aprendem seu AFSC específico. A Second Air Force, parte do Air Education and Training Command, é responsável por quase todo o treinamento técnico alistado.
Os programas de treinamento variam em duração; por exemplo, 3M0X1 (Serviços) tem 31 dias de treinamento em escola técnica, enquanto 3E8X1 (Descarte de Artilharia Explosiva) é um ano de treinamento com uma escola preliminar e uma escola principal composta por mais de dez divisões separadas, às vezes levando os alunos perto de dois anos para serem concluídos. O treinamento técnico de oficiais conduzido pela Second Air Force também pode variar de acordo com o AFSC, enquanto o treinamento de voo para oficiais com qualificação aeronáutica conduzido pela Nineteenth Air Force da AETC pode durar bem mais de um ano.
A patente da USAF é dividida entre aviadores alistados, suboficiais e oficiais comissionados, e varia desde o aviador alistado básico (E-1) até o posto de oficial comissionado de General (O-10), entretanto, em tempos de guerra, os oficiais podem ser nomeados para o grau superior de General da Força Aérea. As promoções alistadas são concedidas com base em uma combinação de notas de testes, anos de experiência e aprovação do júri, enquanto as promoções de oficiais são baseadas no tempo de escolaridade e em um júri de promoção. As promoções entre o pessoal alistado e os suboficiais são geralmente designadas por um número crescente de divisas de insígnia. A patente de oficial comissionado é designada por barras, folhas de carvalho, uma águia prateada e algo entre uma e cinco estrelas. O General da Força Aérea Henry Hap Arnold é o único indivíduo na história da Força Aérea dos Estados Unidos a atingir o posto de general cinco estrelas.

### Oficiais comissionados
As patentes de oficiais comissionados da USAF são divididas em três categorias: Company Grade Officers, Field Grade Officers e General Officers. Os Company Grade Officers são aqueles com níveis salariais O-1 a O-3, enquanto os Field Grade Officers são aqueles com níveis salariais O-4 a O-6, e os Company Grade Officers são aqueles com níveis salariais de O-7 e acima.
As promoções de oficiais da Força Aérea são regidas pela Defense Officer Personnel Management Act (DOPMA) de 1980 e sua companheira Reserve Officer Personnel Management Act (ROPMA) para oficiais da Reserva da Força Aérea e da Guarda Aérea Nacional. O DOPMA também estabelece limites para o número de oficiais que podem servir a qualquer momento na Força Aérea. Atualmente, a promoção de segundo-tenente a primeiro-tenente está praticamente garantida após dois anos de serviço satisfatório. A promoção de primeiro-tenente a capitão é competitiva após completar com sucesso mais dois anos de serviço, com taxa de seleção variando entre 99% e 100%. A promoção a major através de major-general ocorre por meio de um processo formal de júri, enquanto as promoções a tenente-general e general dependem da nomeação para cargos específicos de oficial-general e estão sujeitas à aprovação do Senado dos Estados Unidos.
Durante o processo do conselho, o registro de um oficial é revisado por um júri no Air Force Personnel Center na Base Aérea de Randolph em San Antonio, Texas. Na faixa de dez a onze anos, os capitães participarão de um júri para major. Se não forem selecionados, eles se reunirão com uma comissão de acompanhamento para determinar se terão permissão para permanecer na Força Aérea. A promoção de major a tenente-coronel é semelhante e ocorre aproximadamente entre os quatorze e os quinze anos, onde uma certa porcentagem de majores estará na zona (ou seja, "no horário") ou acima da zona (ou seja, "atrasado") para promoção a tenente-coronel. Este processo será repetido na marca dos dezoito anos até a marca dos vinte e um anos para promoção a coronel.
A Força Aérea tem a maior proporção de oficiais generais em relação à força total de todas as Forças Armadas dos Estados Unidos e esta proporção continuou a aumentar mesmo quando a força diminuiu desde os seus máximos da Guerra Fria.
| Nível Salarial Dep. Defesa             | Especial               | O–10    | O–9             | O–8           | O–7                | O–6     | O–5             | O–4   | O–3     | O–2              | O–1             |
| Código da OTAN                         | OF–10                  | OF–9    | OF–8            | OF–7          | OF–6               | OF–5    | OF–4            | OF–3  | OF–2    | OF–1             | OF–1            |
| -------------------------------------- | ---------------------- | ------- | --------------- | ------------- | ------------------ | ------- | --------------- | ----- | ------- | ---------------- | --------------- |
| Insígnia                               |                        |         |                 |               |                    |         |                 |       |         |                  |                 |
| Uniforme de gala de serviço (Classe A) |                        |         |                 |               |                    |         |                 |       |         |                  |                 |
| Título                                 | General da Força Aérea | General | Tenente-general | Major-general | General de brigada | Coronel | Tenente-coronel | Major | Capitão | Primeiro-tenente | Segundo-tenente |
| Abreviação                             | GAF                    | Gen     | Lt Gen          | Maj Gen       | Brig Gen           | Col     | Lt Col          | Maj   | Capt    | 1st Lt           | 2d Lt           |

### Subtenentes
Embora seja feita uma disposição no Title 10 do Código dos Estados Unidos para que o Secretário da Força Aérea dos Estados Unidos nomeie subtenentes, a Força Aérea não usa atualmente graus de subtenente e, junto com a Força Espacial dos Estados Unidos, são as únicas Forças Armadas americanas que não o fazem. A Força Aérea herdou postos de subtenente do Exército em seu início em 1947. A Força Aérea parou de nomear subtenentes em 1959, no mesmo ano, foram feitas as primeiras promoções para o novo grau de alistamento, Sargento-chefe. A maioria dos subtenentes existentes da Força Aérea ingressou nas fileiras de oficiais comissionados durante a década de 1960, mas um pequeno número continuou a existir nos graus de subtenente pelos 21 anos seguintes.
O último subtenente da Força Aérea em serviço ativo, CWO4 James H. Long, aposentou-se em 1980 e o último subtenente da Reserva da Força Aérea, CWO4 Bob Barrow, aposentou-se em 1992. Após sua aposentadoria, ele foi promovido honorariamente a CWO5, a única pessoa na Força Aérea a possuir esse grau. Desde a aposentadoria de Barrow, as patentes de subtenente da Força Aérea, embora ainda autorizadas por lei, não são utilizadas.

### Aviadores alistados

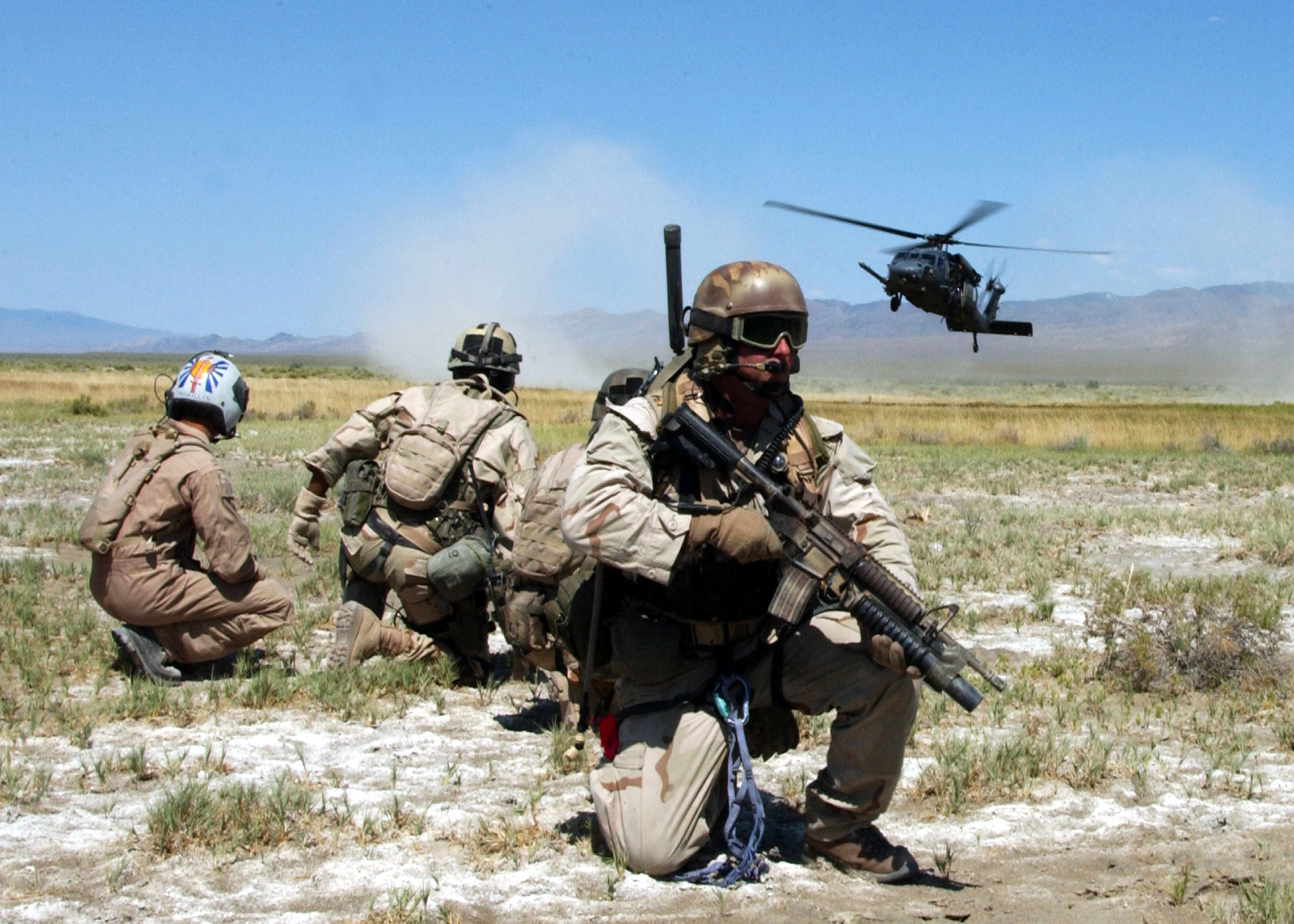
Pararescuemen e um simulado "sobrevivente" assistem enquanto um helicóptero HH-60G Pave Hawk chega para pousar

Os aviadores alistados têm níveis salariais de E-1 (nível inicial) a E-9 (alistado sênior). Embora todo o pessoal da USAF, alistados e oficiais, seja referido como aviadores, da mesma forma que todo o pessoal do Exército, alistado e oficial, é referido como soldados, o termo também se refere aos níveis salariais de E-1 a E-4, que estão abaixo do nível dos suboficiais (non-commissioned officers (NCOs)). Acima do nível salarial E-4 (ou seja, níveis salariais E-5 a E-9), todas as categorias se enquadram na categoria de NCO e são subdivididas em "NCOs" (graus salariais E-5 e E-6) e "sargentos seniores" (graus salariais E-7 a E-9); o termo "sargento júnior" às vezes é usado para se referir a sargentos e sargentos técnicos (graus salariais E-5 e E-6).
A USAF é o único ramo das Forças Armadas onde o status de sargento é alcançado quando um alistado atinge o nível salarial E-5. Em todos os outros ramos, o status de sargento é geralmente alcançado no nível salarial E-4 (por exemplo, um cabo do Exército e Corpo de Fuzileiros Navais, suboficial de terceira classe da Marinha e da Guarda Costeira). A Força Aérea espelhou o Exército de 1976 a 1991, com um E-4 sendo um aviador sênior vestindo três listras sem estrela ou um sargento (referido como buck sergeant), que foi notado pela presença da estrela central e considerado um sargento. Apesar de não ser um suboficial, um aviador sênior que concluiu a Airman Leadership School pode ser supervisor de acordo com o AFI 36–2618.
| Nível Salarial Dep. Defesa | Especial                                  | Especial                      | Especial                                                            | E–9                       | E–9            | E–9            | E–8             | E–8             | E–7             | E–7             | E–6              | E–5      | E–4            | E–3                        | E–2     | E–1            |
| Código OTAN                | OR–9                                      | OR–9                          | OR–9                                                                | OR–9                      | OR–9           | OR–9           | OR–8            | OR–8            | OR–7            | OR–7            | OR–6             | OR–5     | OR–4           | OR–3                       | OR–2    | OR–1           |
| -------------------------- | ----------------------------------------- | ----------------------------- | ------------------------------------------------------------------- | ------------------------- | -------------- | -------------- | --------------- | --------------- | --------------- | --------------- | ---------------- | -------- | -------------- | -------------------------- | ------- | -------------- |
| Insígnia                   |                                           |                               |                                                                     |                           |                |                |                 |                 |                 |                 |                  |          |                |                            |         | Sem Insígnia   |
| Título                     | Conselheiro Alistado Sênior do Presidente | Sargento Chefe da Força Aérea | Conselheiro Alistado Sênior do Chefe do Gabinete da Guarda Nacional | Sargento Chefe do Comando | Sargento-chefe | Sargento-chefe | Sargento sênior | Sargento sênior | Sargento mestre | Sargento mestre | Sargento técnico | Sargento | Aviador Sênior | Aviador de primeira classe | Aviador | Aviador básico |
| Abreviação                 | SEAC                                      | CMSAF                         | SEANGB                                                              | CCC/CCM                   | CMSgt          | CMSgt          | SMSgt           | SMSgt           | MSgt            | MSgt            | TSgt             | SSgt     | SrA            | A1C                        | Amn     | AB             |

### Uniformes
O primeiro uniforme de gala da USAF, em 1947, foi apelidado e patenteado de Uxbridge Blue em homenagem a Uxbridge 1683 Blue, desenvolvido na antiga Bachman-Uxbridge Worsted Company. O atual uniforme de serviço, adotado em 1994, consiste em um casaco de três botões com bolsos decorativos, calças combinando e um boné de serviço ou de voo, todos na tonalidade 1620, "Air Force blue" (um roxo mais escuro). Isso é usado com uma camisa azul clara (tom 1550) e uma gravata com padrão espinha de peixe tom 1620. Alfinetes com a insígnia U.S. em prata são usados na gola do casaco, com um anel de prata ao redor para aviadores alistados. Os aviadores alistados usam mangas na jaqueta e na camisa, enquanto os oficiais usam insígnias de metal fixadas nas alças da dragona do casaco e alças de dragonas azuis da Força Aérea na camisa. O pessoal da USAF designado para funções de guarda de honra da base usa, em certas ocasiões, uma versão modificada do uniforme de serviço padrão que incluem detalhes prateados nas mangas e calças, com a adição de um cinto cerimonial (se necessário), boné de serviço com detalhes prateados e Hap Arnold Device (em vez do selo dos Estados Unidos usado no boné normal), e alamares prateados colocados na costura do ombro esquerdo e todos os dispositivos e apetrechos.
O Airman Combat Uniform (ACU) no Operational Camouflage Pattern (OCP) substituiu o Airman Battle Uniform (ABU) anterior em 1 de outubro de 2018.

### Prêmios e distintivos
Além do uniforme básico, vários distintivos são usados pela USAF para indicar uma atribuição de alojamento ou nível de qualificação para uma determinada atribuição. Os distintivos também podem ser usados como prêmios baseados em mérito ou em serviços. Com o tempo, vários emblemas foram descontinuados e não são mais distribuídos.

### Treinamento

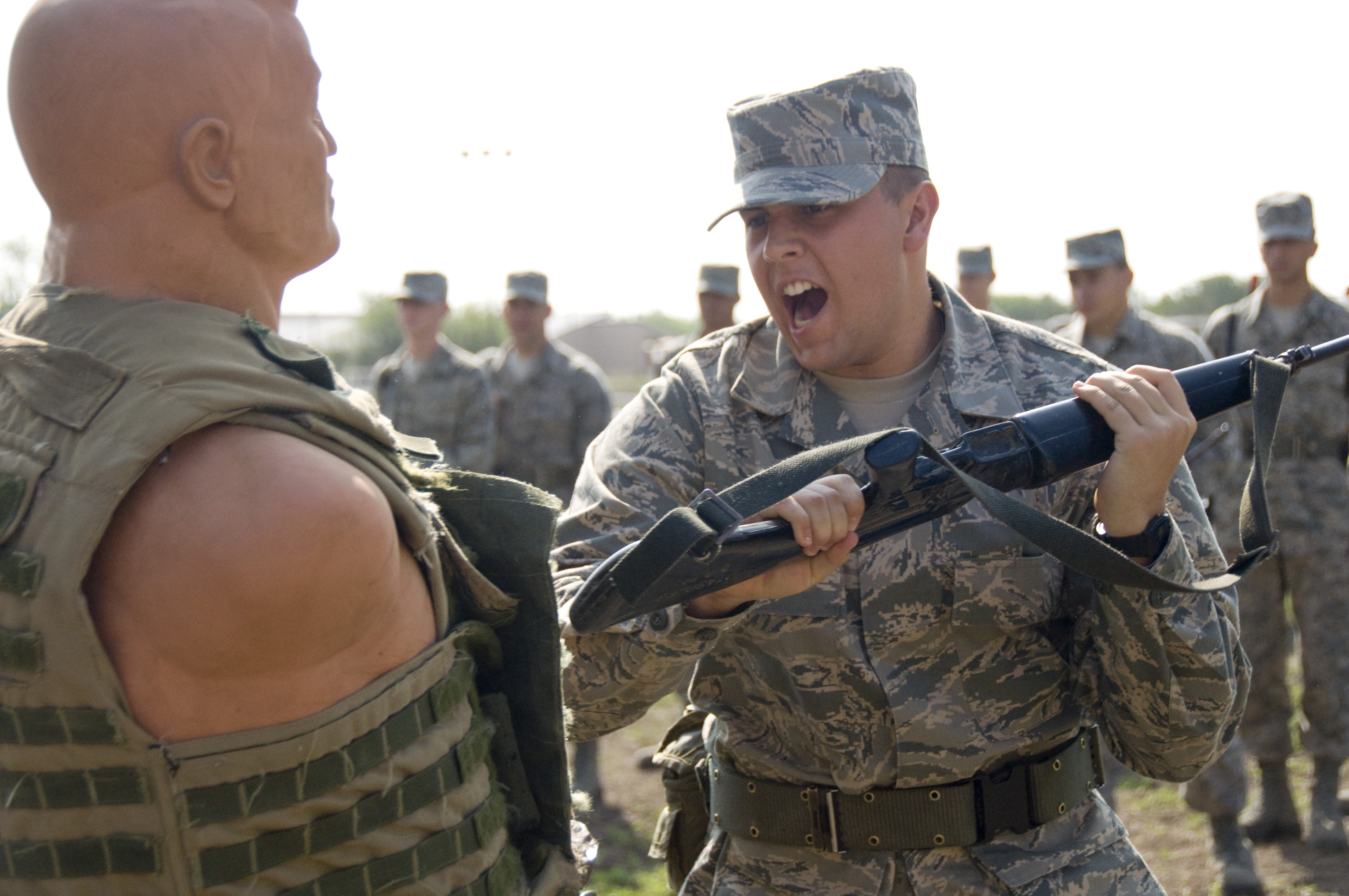
Recruta da Força Aérea dos Estados Unidos demonstrando um buttstroke em um boneco de ataque como parte do Basic Military Training.

Todos os aviadores alistados participam do Basic Military Training (BMT) na Base Aérea de Lackland em San Antonio, Texas, por 7 semanas e meia. Indivíduos que tenham serviço anterior de mais de 24 meses de serviço ativo nos outros ramos de serviço que pretendam alistar-se na Força Aérea devem passar por um curso de familiarização da Força Aérea de 10 dias em vez de BMT alistado, no entanto as oportunidades de serviço prévio são severamente limitadas.
Os oficiais podem ser comissionados após a formatura na United States Air Force Academy, após a formatura em outra faculdade ou universidade através do programa Air Force Reserve Officer Training Corps (AFROTC) ou através da Air Force Officer Training School (OTS). O OTS, localizado na Base Aérea de Maxwell em Montgomery, Alabama desde 1993, por sua vez abrange dois programas de comissionamento separados: Basic Officer Training (BOT), que é para candidatos a oficiais da Força Aérea Regular e da Reserva da Força Aérea; e a Academy of Military Science (AMS), destinada a candidatos a oficiais da Guarda Aérea Nacional.
A Força Aérea também oferece Commissioned Officer Training (COT) para oficiais de todos os três componentes que são comissionados diretamente em medicina, direito, religião, ciências biológicas ou administração de saúde. O COT está totalmente integrado ao programa OTS e hoje abrange cursos extensos, bem como exercícios de campo em liderança, confiança, preparo físico e operações em ambiente implantado.

#### Teste de aptidão da Força Aérea

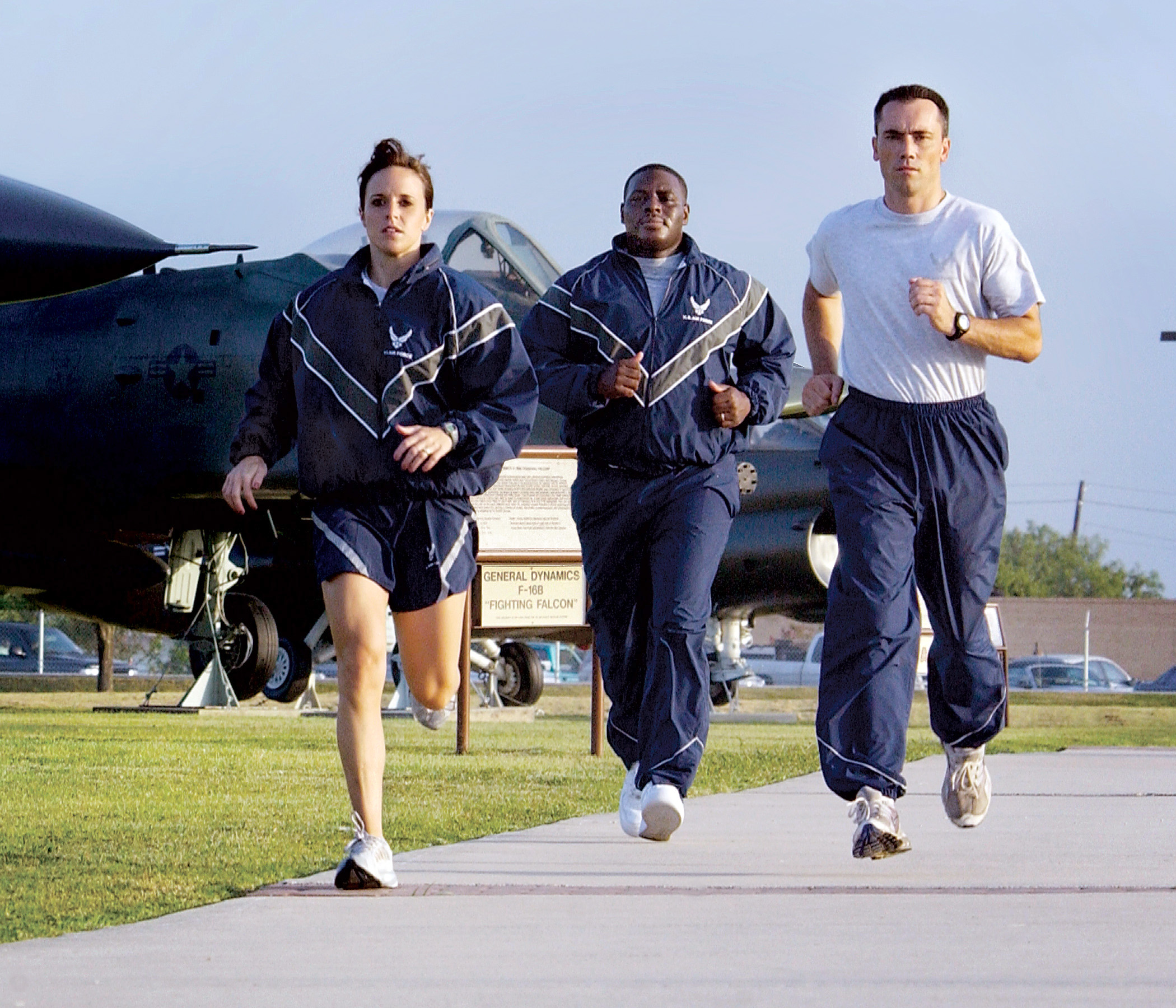
Treinamento de aviadores da USAF na Base Aérea de Lackland

O US Air Force Fitness Test (AFFT) foi projetado para testar a circunferência abdominal, força/resistência muscular e aptidão respiratória cardiovascular de aviadores da USAF. Como parte do programa Fit to Fight, a USAF adotou uma avaliação de aptidão física mais rigorosa; o novo programa de condicionamento físico entrou em vigor em 1 de junho de 2010. O teste anual de cicloergômetro que a USAF utilizou durante vários anos foi substituído em 2004. No AFFT, os aviadores recebem uma pontuação baseada no desempenho que consiste em quatro componentes: circunferência da cintura, abdominais, flexões e uma corrida de 2,4 km. Os aviadores podem potencialmente ganhar uma pontuação de 100, com a corrida contando como 60%, a circunferência da cintura como 20% e ambos os testes de força contando como 10% cada. A pontuação para aprovação é de 75 pontos. A partir de 1 de julho de 2010, o AFFT é administrado pela Fitness Assessment Cell (FAC) e é exigido duas vezes por ano. O pessoal que obtiver uma pontuação superior a 90% pode fazer o teste uma vez por ano. Além disso, atender apenas aos padrões mínimos em cada um desses testes não resultará em uma pontuação de aprovação de 75%, e a reprovação em qualquer componente resultará na reprovação de todo o teste.

## Inventário de Aeronaves
A Força Aérea tem uma força total de 5.519 aeronaves em 2023, das quais 4.158 estão na ativa. Até 1962, o Exército e a Força Aérea mantinham um sistema de nomenclatura de aeronaves, enquanto a Marinha mantinha um sistema separado. Em 1962, estes foram unificados num único sistema, refletindo fortemente o método do Exército e da Força Aérea.

### A – Ataque

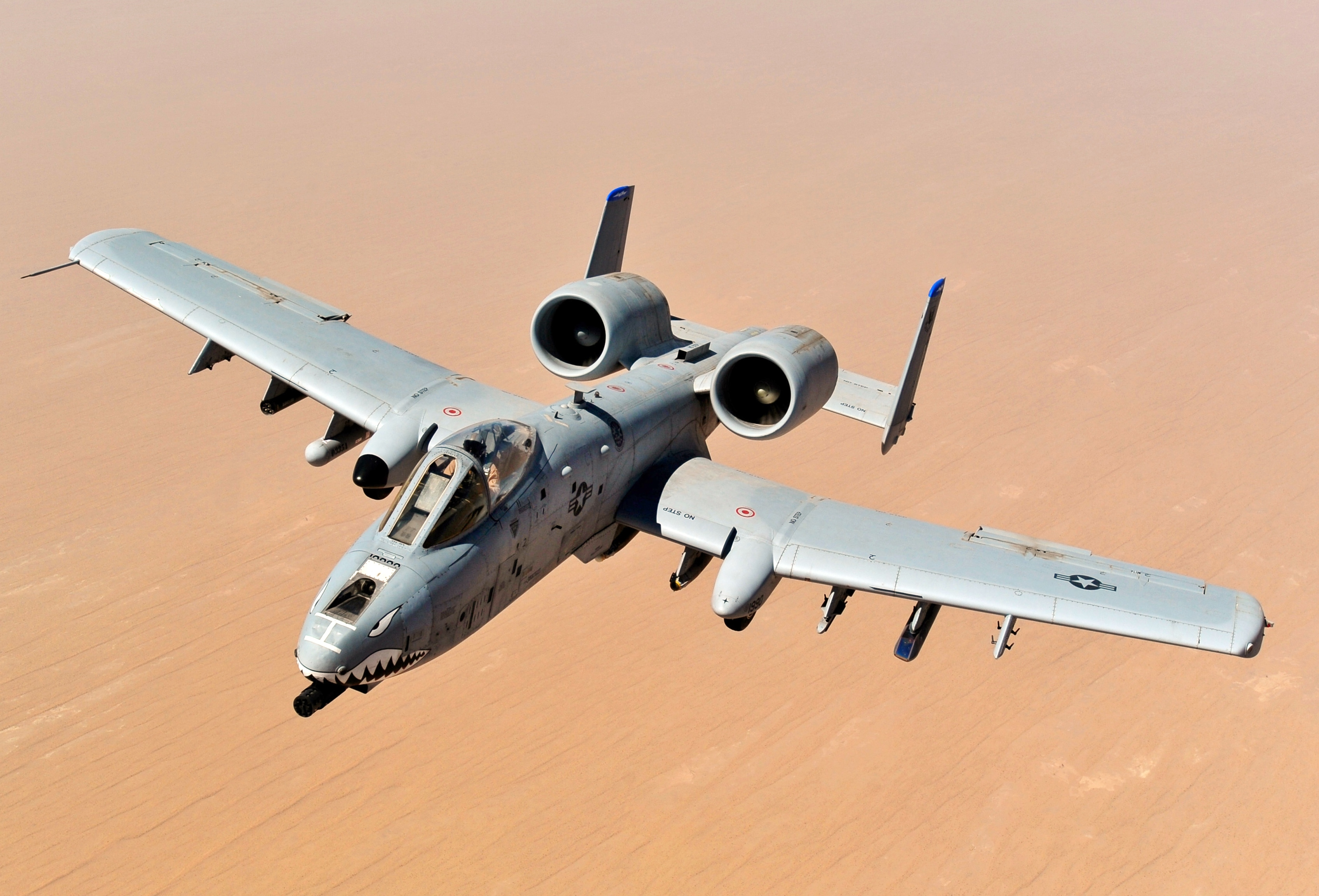
A-10 Thunderbolt II é uma aeronave de ataque ao solo

A aeronave de ataque da USAF são projetados para atacar alvos no solo e são frequentemente implantados como apoio aéreo aproximado e próximo às forças terrestres dos Estados Unidos. A proximidade com forças amigas exige ataques de precisão dessas aeronaves, o que nem sempre é possível com aviões bombardeiros. O seu papel é táctico e não estratégico, operando na frente da batalha e não contra alvos mais afastados na retaguarda do inimigo. As atuais aeronaves de ataque da USAF são operadas pelo Air Combat Command, pelas Pacific Air Forces e pelo Air Force Special Operations Command. Em 1 de agosto de 2022, o Comando de Operações Especiais dos Estados Unidos (USSOCOM) selecionou o Air Tractor-L3Harris AT-802U Sky Warden como resultado do programa Armed Overwatch, concedendo um indefinite quantity contract (IDIQ) para entregar até 75 aeronaves.
- A-10C Thunderbolt II;
- A-29 Super Tucano;[227]
- AC-130J Ghostrider;[228]
- Air Tractor-L3Harris AT-802U Sky Warden (OA-1K Sky Warden).[229]

### B – Bombardeiro

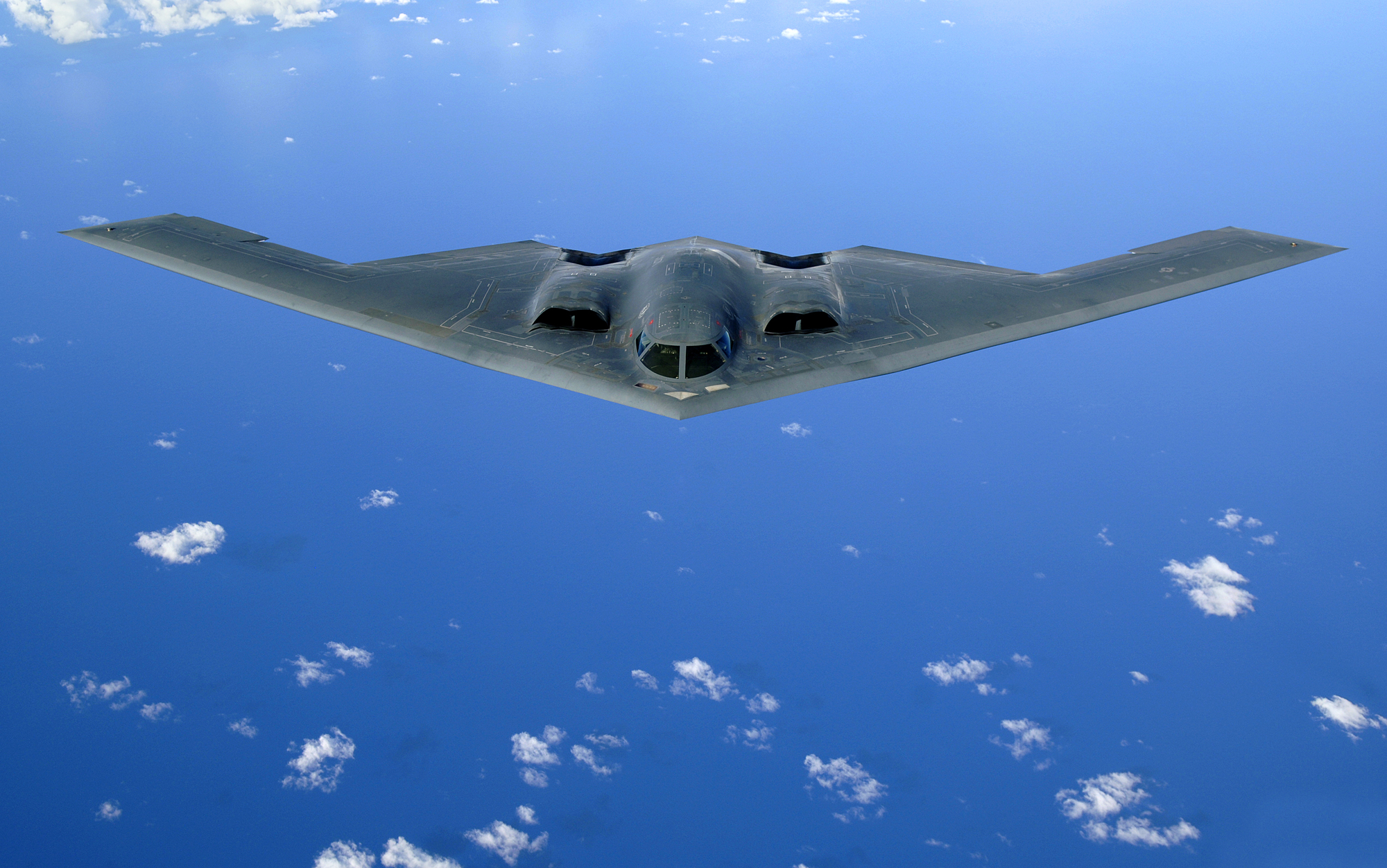
B-2 Spirit stealth bombardeiro

Os bombardeiros da Força Aérea são armas estratégicas, usadas principalmente para missões de ataque de longo alcance com munições convencionais ou nucleares. Tradicionalmente usados para atacar alvos estratégicos, hoje muitos bombardeiros também são usados em missões táticas, como fornecer apoio aéreo aproximado para forças terrestres e missões de interdição tática. Todos os bombardeiros da Força Aérea estão sob o Global Strike Command.
As aeronaves B-2A da Força entraram em serviço na década de 1990, suas aeronaves B-1B na década de 1980 e suas atuais aeronaves B-52H no início da década de 1960. O projeto da fuselagem do B-52 Stratofortress tem mais de 60 anos e as aeronaves B-52H atualmente em estoque ativo foram todas construídas entre 1960 e 1962. O B-52H está programado para permanecer em serviço por mais 30 anos, o que manteria a fuselagem em serviço por quase 90 anos, um tempo de serviço sem precedentes para qualquer aeronave. O B-21 está projetado para substituir o B-52 e partes da força B-1B em meados da década de 2020.
- B-1B Lancer;[233]
- B-2A Spirit;[234]
- B-52H Stratofortress;[235]
- B-21 Raider.[236]

### C – Transporte

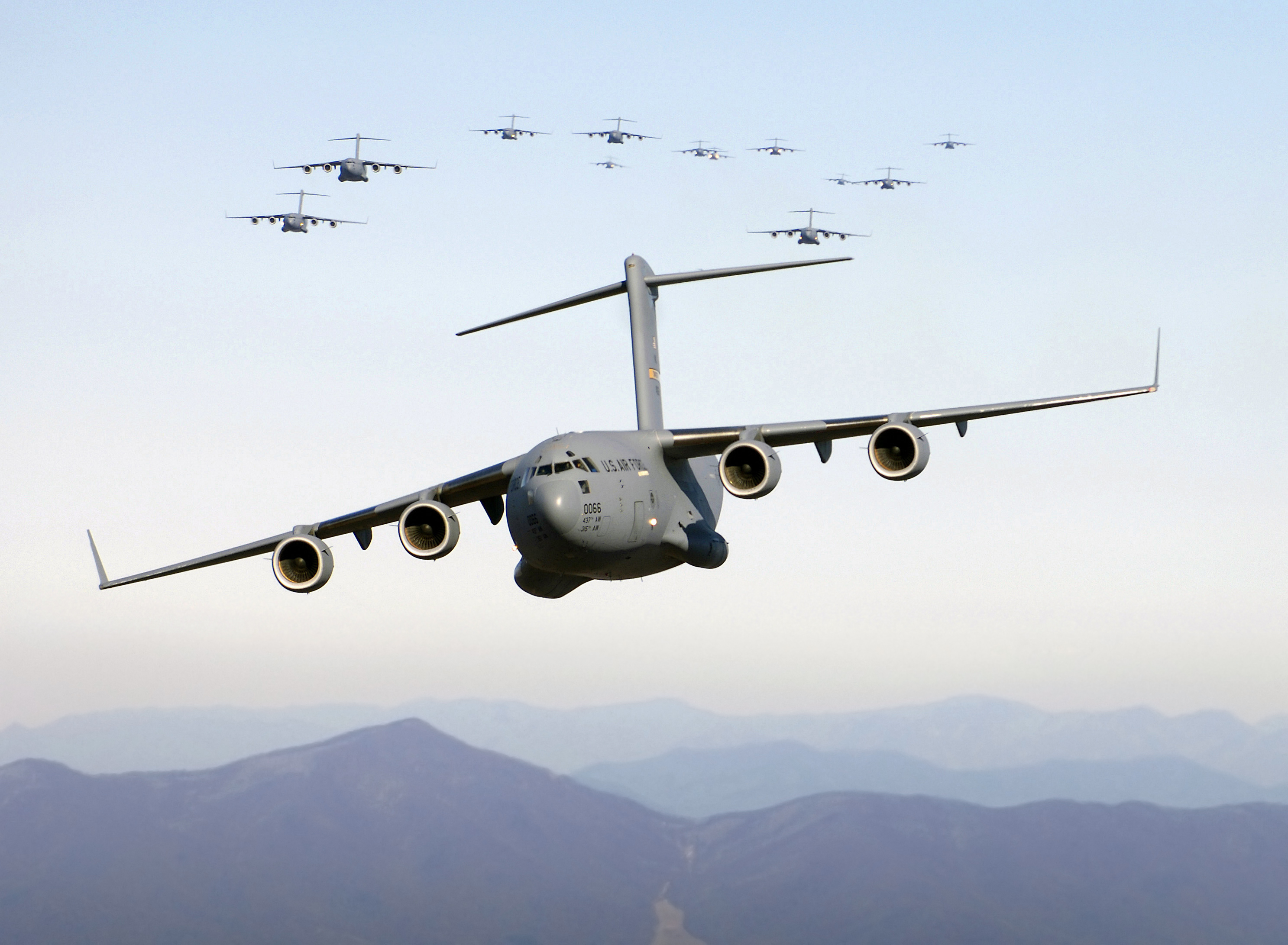
Um C-17 Globemaster III, a mais nova e versátil aeronave de carga da USAF

Aeronaves de transporte são normalmente usadas para entregar tropas, armas e outros equipamentos militares por uma variedade de métodos para qualquer área de operações militares em todo o mundo, geralmente fora das rotas de voo comercial em espaço aéreo não controlado. Os cavalos de batalha das forças de transporte aéreo da USAF são o C-130 Hercules, o C-17 Globemaster III e o C-5 Galaxy. O CV-22 é utilizado pela Força Aérea para operações especiais. Ele realiza missões de operações especiais de longo alcance e está equipado com tanques de combustível extras e radar de acompanhamento de terreno. Algumas aeronaves atendem a funções de transporte especializadas, como suporte executivo ou de embaixada (C-12 Huron), suporte antártico (LC-130H) e suporte AFSOC (C-27J e C-146A). Embora a maioria das aeronaves de carga da Força Aérea tenham sido especialmente projetadas tendo a Força Aérea em mente, algumas aeronaves como o C-12 Huron (Beechcraft Super King Air) e C-146 (Dornier 328) são conversões militarizadas de aeronaves civis existentes. As aeronaves de transporte são operadas pelo Air Mobility Command, pelo Air Force Special Operations Command e pelas United States Air Forces in Europe – Air Forces Africa.
- C-5 Galaxy;[244][245]
- C-12C, C-12D, C-12F e C-12J Huron;[246]
- C-17 Globemaster III;[247][248]
- C-130H, LC-130H e WC-130H Hercules;[241]
- C-130J and C-130J-30 Super Hercules;[241]
- C-135 Stratolifter;[249]
- C-145A Skytruck;[250]
- C-146A Wolfhound;[243]
- CV-22B Osprey.[239]

### E – Eletrônica Especial

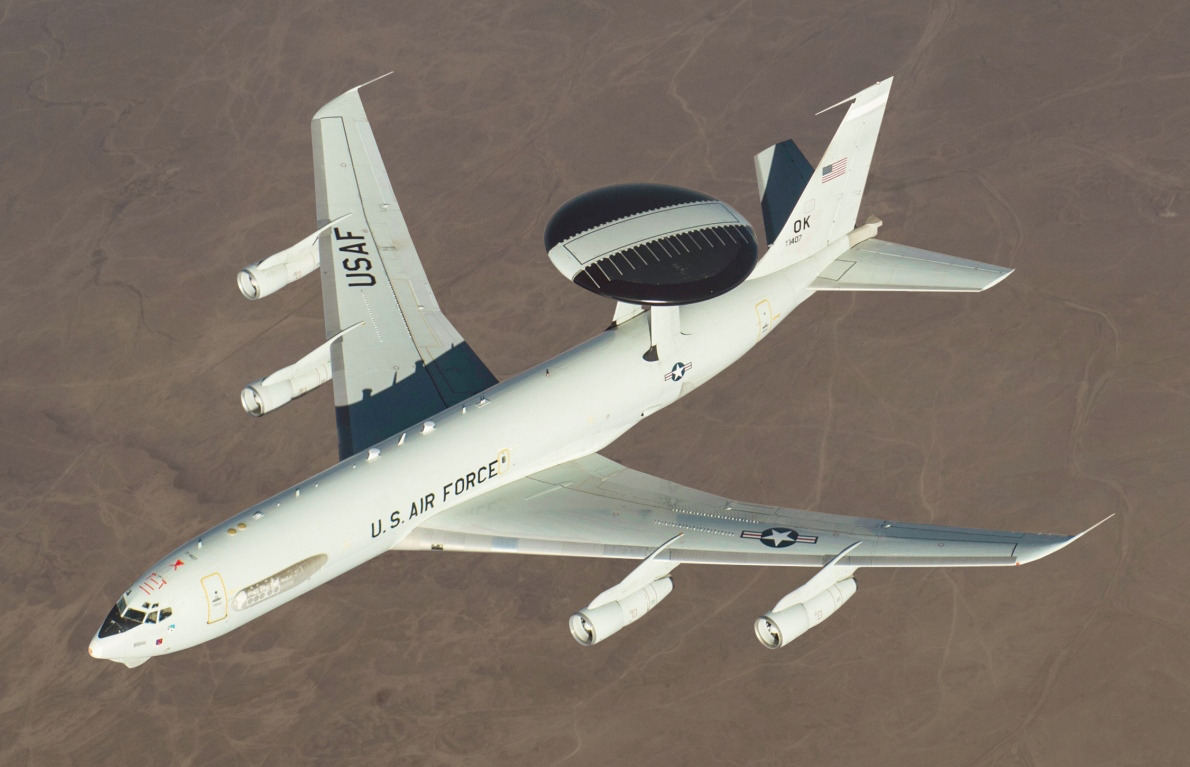
E-3 Sentry sistema de alerta e controle aerotransportado

O objetivo da guerra eletrônica é negar ao oponente uma vantagem no SME e garantir um acesso amigável e desimpedido à porção do espectro EM do ambiente de informação. Aeronaves de guerra eletrônica são usadas para manter os espaços aéreos amigáveis e enviar informações críticas a qualquer pessoa que delas necessite. Eles são frequentemente chamados de “o olho no céu”. As funções da aeronave variam muito entre as diferentes variantes, incluindo guerra eletrônica e interferência (EC-130H), operações psicológicas e comunicações (EC-130J), alerta e controle aéreo antecipado (E-3), posto de comando aerotransportado (E- 4B), radar de alvo terrestre (E-8C), controle de alcance (E-9A) e relé de comunicações (E-11A, EQ-4B).
- E-3B, E-3C and E-3G Sentry;[251]
- E-4B "Nightwatch";[252]
- E-8C JSTARS;[253]
- E-9A Widget;[254]
- E-11A;[255]
- EC-130H Compass Call;[256]
- EC-130J Commando Solo;[257]
- EQ-4B Global Hawk.[258]

### F – Caça

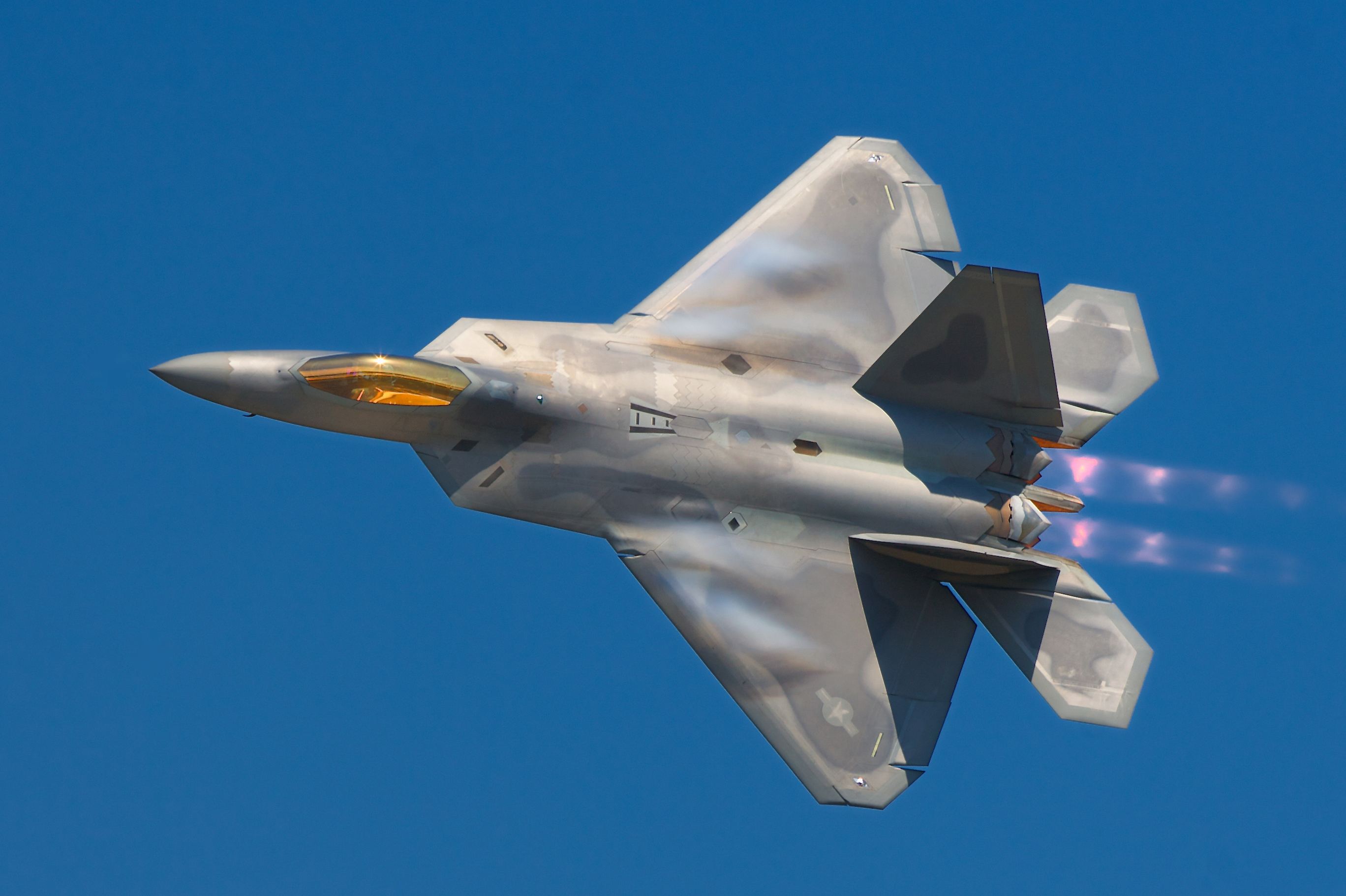
F-22 Raptor stealth caça de superioridade aérea

Os caças da USAF são aeronaves militares pequenas, rápidas e manobráveis, usadas principalmente para combate ar-ar. Muitos desses caças têm capacidades secundárias de ataque ao solo e alguns desempenham dupla função como caças-bombardeiros (por exemplo, o F-16 Fighting Falcon); o termo "caça" às vezes também é usado coloquialmente para aeronaves dedicadas de ataque ao solo, como o F-117 Nighthawk. Outras missões incluem interceptação de bombardeiros e outros caças, reconhecimento e patrulha. O F-16 é atualmente usado pelo Esquadrão de Demonstração Aérea, Thunderbirds, enquanto um pequeno número de F-4 Phantom II com e sem classificação humana são retidos como aeronaves QF-4 para uso como full-scale aerial targets (FSATs) ou como parte do programa Heritage Flight da USAF. Essas aeronaves QF-4 existentes estão sendo substituídas na função FSAT pelos primeiros modelos de aeronaves F-16 convertidas para a configuração QF-16. A USAF tem 2.214 caças em serviço em 2023.
- F-15C e F-15D Eagle;[260]
- F-15E Strike Eagle;[261]
- F-15EX Eagle II;[262]
- F-16C, F-16D, and F-16V Fighting Falcon;[263]
- F-22A Raptor;[264]
- F-35A Lightning II.[265]

### H – Busca e salvamento
Essas aeronaves são utilizadas para busca e salvamento e busca e salvamento em combate em terra ou no mar. As aeronaves HC-130N/P estão sendo substituídas por modelos mais recentes HC-130J. Os HH-60W são aeronaves de substituição dos modelos “G” que foram perdidos em operações de combate ou acidentes. Novos helicópteros HH-60W estão em desenvolvimento para substituir os modelos “G” e “W” Pave Hawks. A Força Aérea também possui quatro HH-60U Ghost Hawks, que são variantes "M" convertidas. Eles estão baseados na Área 51.
- HC-130N e HC-130P Combat King;[267]
- HC-130J Combat King II;[268]
- HH-60G, HH-60U e HH-60W Pave Hawk.[269]

### K – Reabastecimento Aéreo

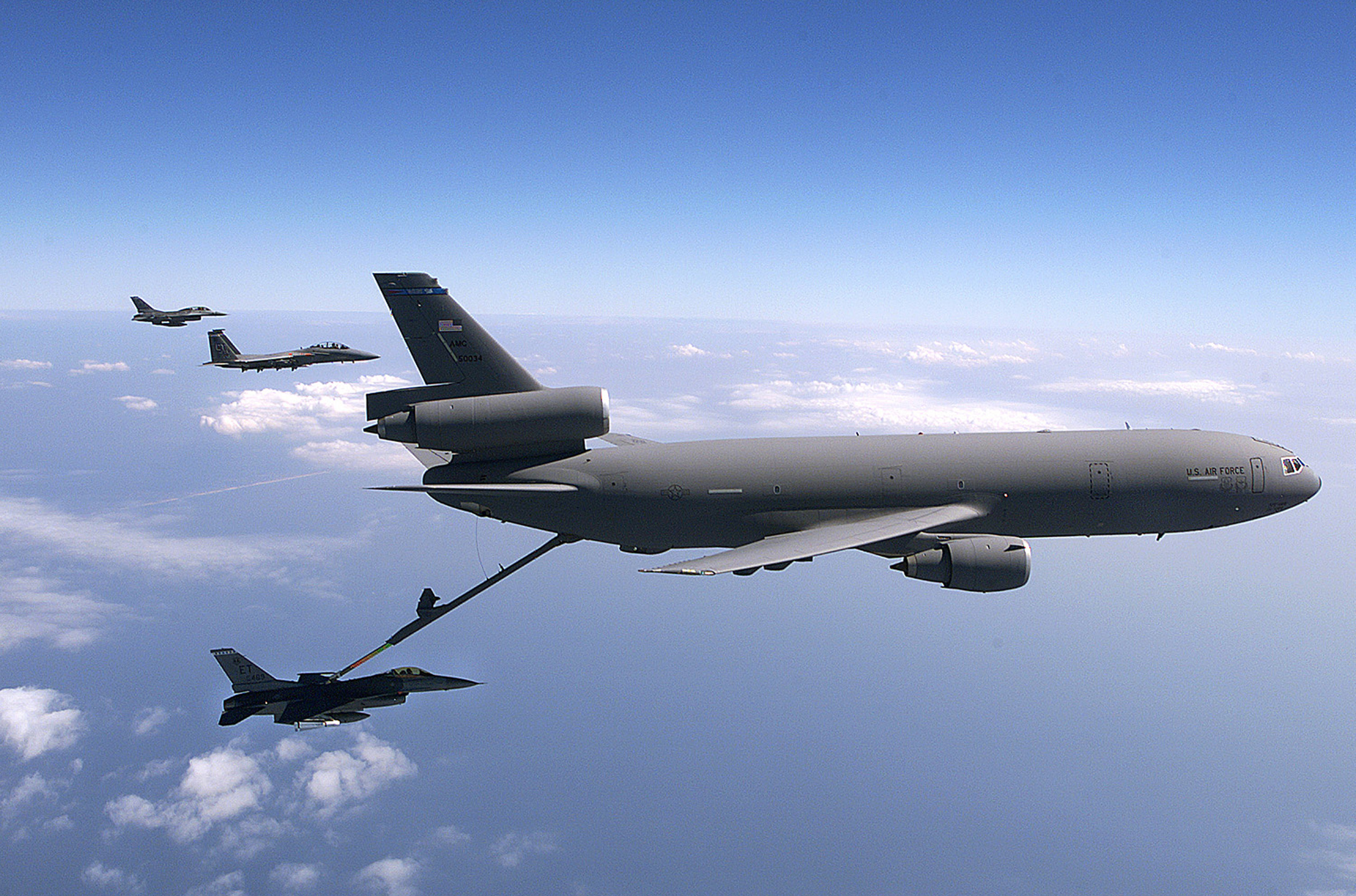
KC-10 Extender tri-jato tanque ar-ar

As aeronaves de reabastecimento aéreo KC-135 e KC-10 da USAF são baseadas em jatos civis. As aeronaves da USAF são equipadas principalmente para fornecer combustível por meio de uma lança de reabastecimento montada na cauda e podem ser equipadas com sistemas de reabastecimento probe and drogue. O reabastecimento ar-ar é amplamente utilizado em operações de grande escala e também em operações normais; caças, bombardeiros e aeronaves de carga dependem fortemente das aeronaves "tanque" menos conhecidas. Isso torna essas aeronaves uma parte essencial da mobilidade global da Força Aérea e da projeção da força dos Estados Unidos.
- KC-10A Extender;[271]
- KC-46A Pegasus;[272]
- KC-135R e KC-135T Stratotanker.[273]

### M – Multimissão

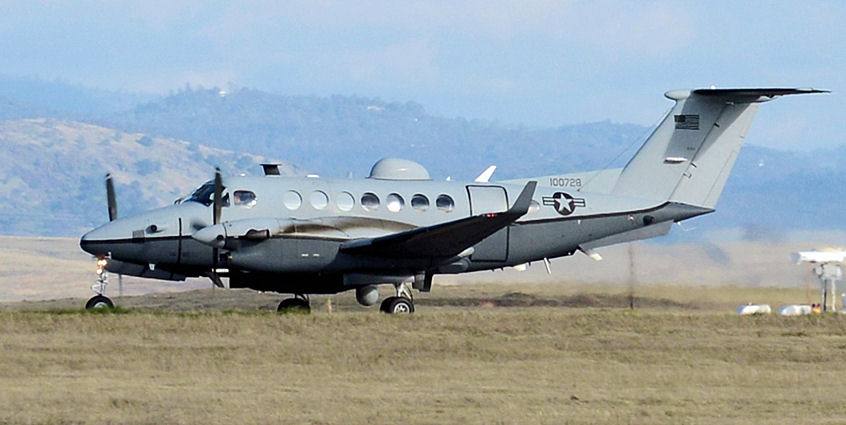
Um MC-12 Liberty na Beale AFB

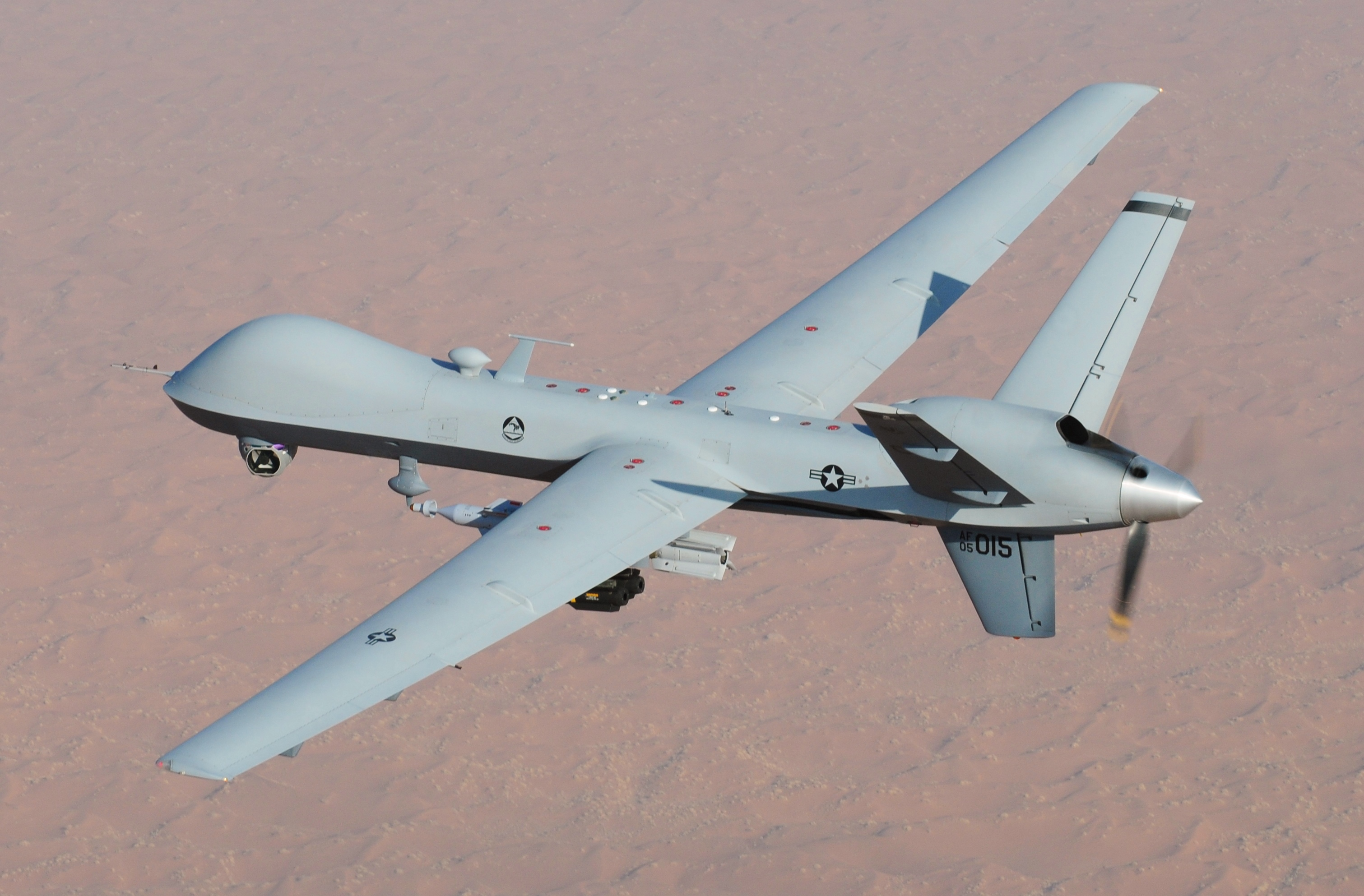
MQ-9B Reaper veículo aéreo não tripulado

Aeronaves multimissão especializadas fornecem suporte para missões globais de operações especiais. Essas aeronaves realizam infiltração, exfiltração, reabastecimento e reabastecimento para equipes SOF em pistas improvisadas ou curtas. O MC-130J está atualmente em campo para substituir os modelos “H” e “P” usados pelo Special Operations Command dos Estados Unidos. O MC-12W é usado na função de intelligence, surveillance, and reconnaissance (ISR).
As gerações iniciais de RPAs eram principalmente aeronaves de vigilância, mas algumas estavam equipadas com armamento (como o MQ-1 Predator, que usava mísseis ar-solo AGM-114 Hellfire). Um RPA armado é conhecido como unmanned combat aerial vehicle (UCAV).
- MC-12 Liberty;[275]
- MC-130H Combat Talon II;[276]
- MC-130J Commando II;[277]
- MQ-1B Predator;[278]
- MQ-9B Reaper.[279]

### O – Observação
Estas aeronaves são modificadas para observar (através de meios visuais ou outros) e reportar informações táticas relativas à composição e disposição das forças. O OC-135 foi projetado especificamente para apoiar o Tratado de Céus Abertos, observando bases e operações de membros do partido sob o tratado assinado em 2002.
- OC-135B Open Skies.[281]

### R – Reconhecimento

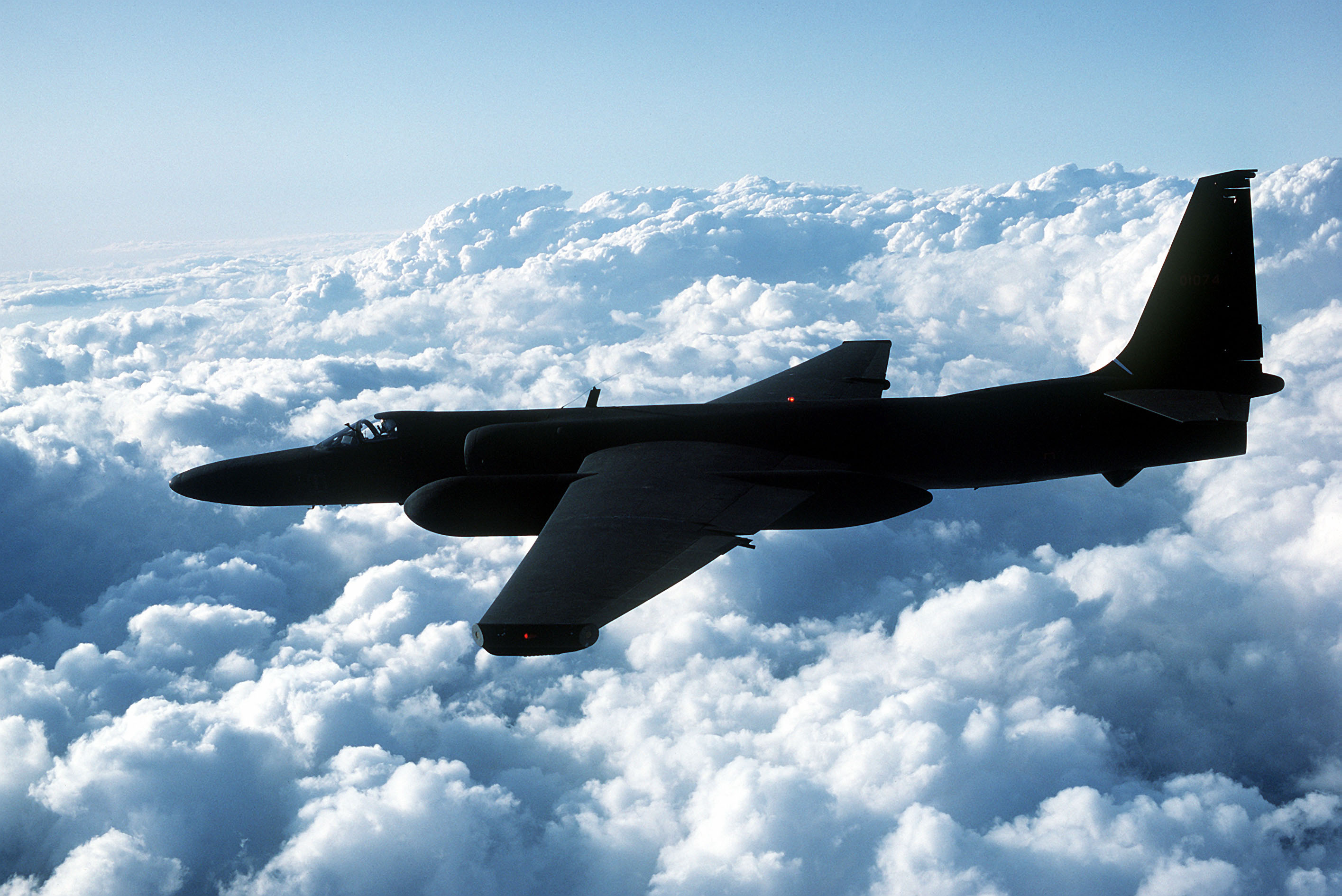
Lockheed U-2 avião espião

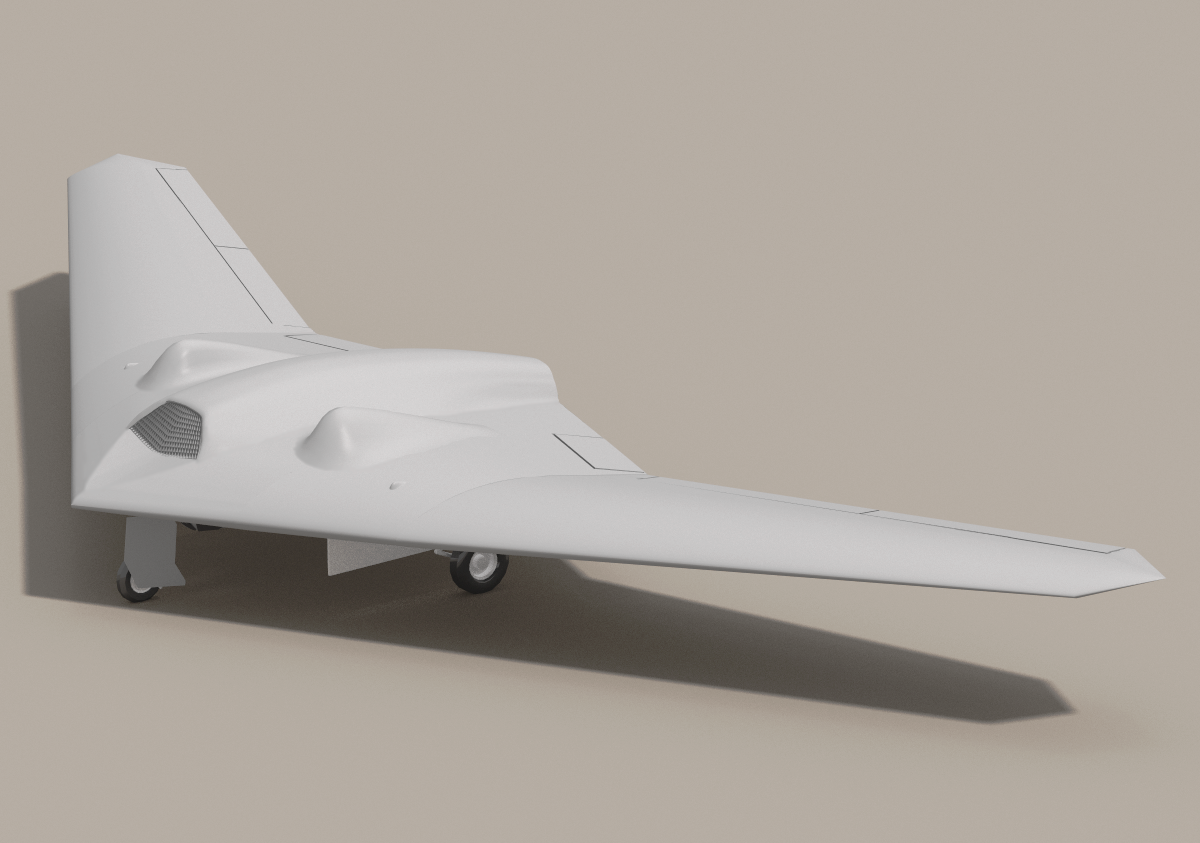
RQ-170 Sentinel, veículo aéreo não tripulado furtivo, aeronaves de reconhecimento

As aeronaves de reconhecimento da USAF são utilizadas para monitorar a atividade inimiga, originalmente sem armamento. Embora o U-2 seja designado como aeronave "utilitária", é uma plataforma de reconhecimento. As funções da aeronave variam muito entre as diferentes variantes, incluindo monitoramento geral, monitoramento de mísseis balísticos (RC-135S), coleta de inteligência eletrônica (RC-135U), coleta de inteligência de sinal (RC-135V/W) e vigilância de alta altitude (U-2)
Várias aeronaves de reconhecimento não tripuladas controladas remotamente (unmanned remotely controlled reconnaissance aircraft (RPAs)) foram desenvolvidas e implantadas. Recentemente, constatou-se que os RPAs oferecem a possibilidade de máquinas de combate mais baratas e mais capazes, que podem ser usadas sem risco para as tripulações aéreas.
- RC-135S Cobra Ball;[283]
- RC-135U Combat Sent;[284]
- RC-135V e RC-135W Rivet Joint;[285]
- RQ-4B Global Hawk;[258]
- RQ-11 Raven;[286]
- RQ-170 Sentinel;[287]
- U-2S Dragon Lady.[288]

### T – Treinamento
As aeronaves de treinamento da Força Aérea são usadas para treinar pilotos, oficiais de sistemas de combate e outras tripulações em suas funções.
- T-1A Jayhawk;[290]
- T-6A Texan II;[291]
- T-38A, (A)T-38B e T-38C Talon;[292]
- T-41D Mescalero;[293]
- T-51A;[294]
- T-53A Kadet II;[294]
- TC-135W;
- E-8C JSTARS;[253]
- TH-1H Iroquois;[295]
- U-2S Dragon Lady.[288]

### TG – Planadores de Treinamento
Vários planadores são usados pela USAF, principalmente para treinamento de voo de cadetes na United States Air Force Academy.
- TG-15A;[297]
- TG-15B;[297]
- TG-16

### U – Utilitário
Aeronaves utilitárias são usadas basicamente para o que são necessárias no momento. Por exemplo, um Huey pode ser usado para transportar pessoal em torno de uma grande base ou local de lançamento, enquanto também pode ser usado para evacuação. Essas aeronaves estão em uso como aeronaves.
- U-28A Draco;[299]
- UH-1N Iroquois;[300]
- UV-18B Twin Otter.[294]

### V – Transporte de pessoal VIP

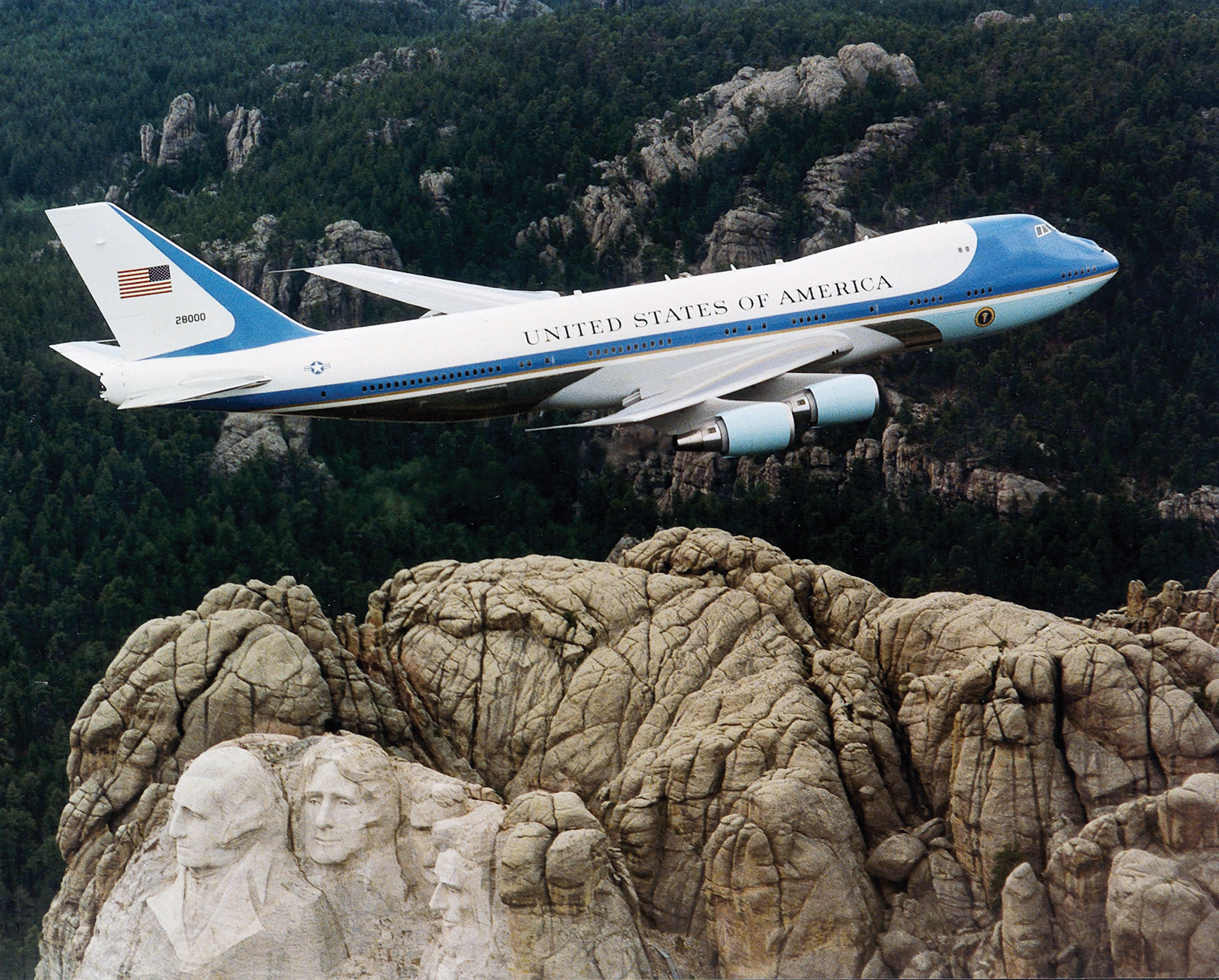
VC-25A (Air Force One) sobrevoando o Monte Rushmore em 2001

Essas aeronaves são utilizadas para o transporte de Very Important Persons (VIPs). Pessoas notáveis incluem o Presidente dos Estados Unidos, Vice-presidente dos Estados Unidos, secretários de gabinete, funcionários do governo (por exemplo, senadores e deputados), o Estado-Maior Conjunto dos Estados Unidos e outro pessoal importante.
- VC-25A (dois usados como Air Force One);[301]
- C-32A e C-32B (usado como Air Force Two);[302]
- C20B Gulfstream III e C20H Gulfstream IV;[303]
- C-21A Learjet;[304]
- C-37A Gulfstream V e C-37B Gulfstream G550;[305]
- C-40B e C-40C.[306]

### W – Reconhecimento Meteorológico

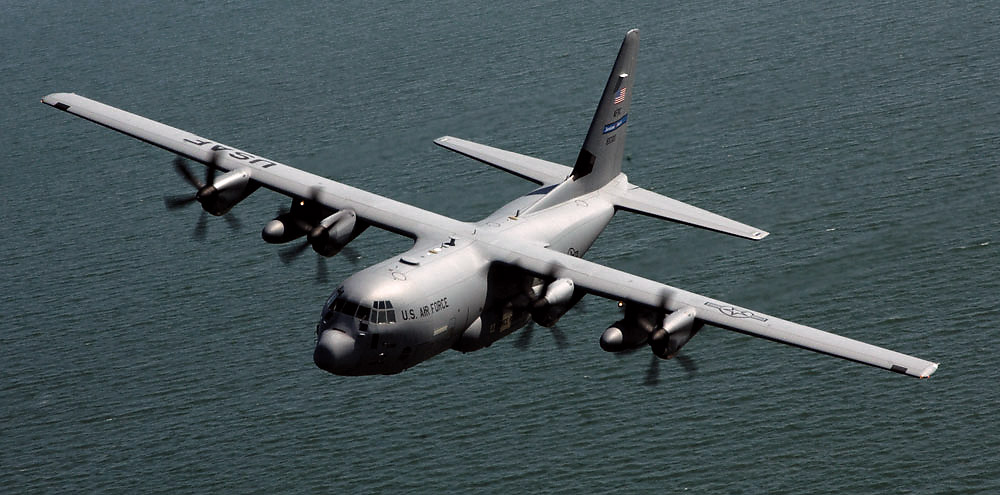
Um Hércules WC-130J do 53rd Weather Reconnaissance Squadron

Essas aeronaves são usadas para estudar eventos meteorológicos como furacões e tufões.
- WC-130J Hurricane Hunter;[308]
- WC-135C e WC-135W Constant Phoenix.[309]

### Aeronaves estrangeiras não designadas
- CN-235-100 (427th Special Operations Squadron);[310]
- Grob G 120TP;[311]
- Mil Mi-17 (Treinamento OPFOR).[312]